# Georges Gaudion
Pour les articles homonymes, voir Gaudion.
Georges Gaudion, né le 22 novembre 1885 à Toulouse et mort le 17 février 1942 à Luchon-Superbagnères, est un chimiste, musicien, poète, mais surtout peintre et illustrateur. Il a fortement marqué la vie intellectuelle et artistique de la région toulousaine pendant l'Entre-deux-guerres.

## Biographie
Georges Gaudion naît à Toulouse, dans l'appartement de ses parents, au no 21 rue du Taur, face à l'église Notre-Dame du Taur. Il fait ses études à la faculté de droit, puis comme ingénieur chimiste, où il est assistant de Paul Sabatier. Il est docteur ès sciences en 1911. On lui doit plusieurs œuvres de musique composées pour la plupart vers l'age de vingt ans.
Il est l'époux de la peintre Luce Boyals. Il meurt des suites d'un accident de ski le 17 février 1942 à la station de Luchon-Superbagnères.

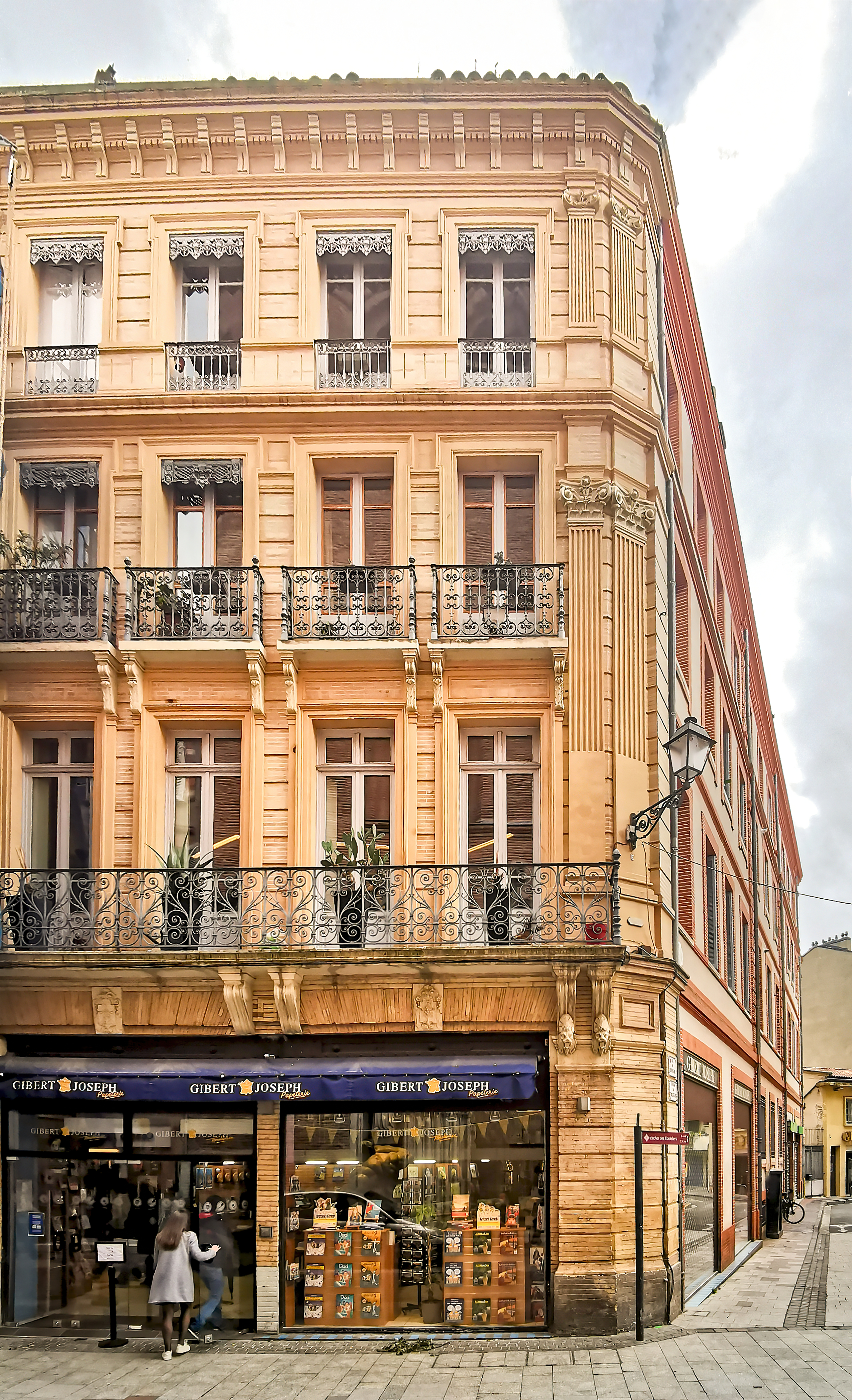
Le no 21 rue du Taur à Toulouse
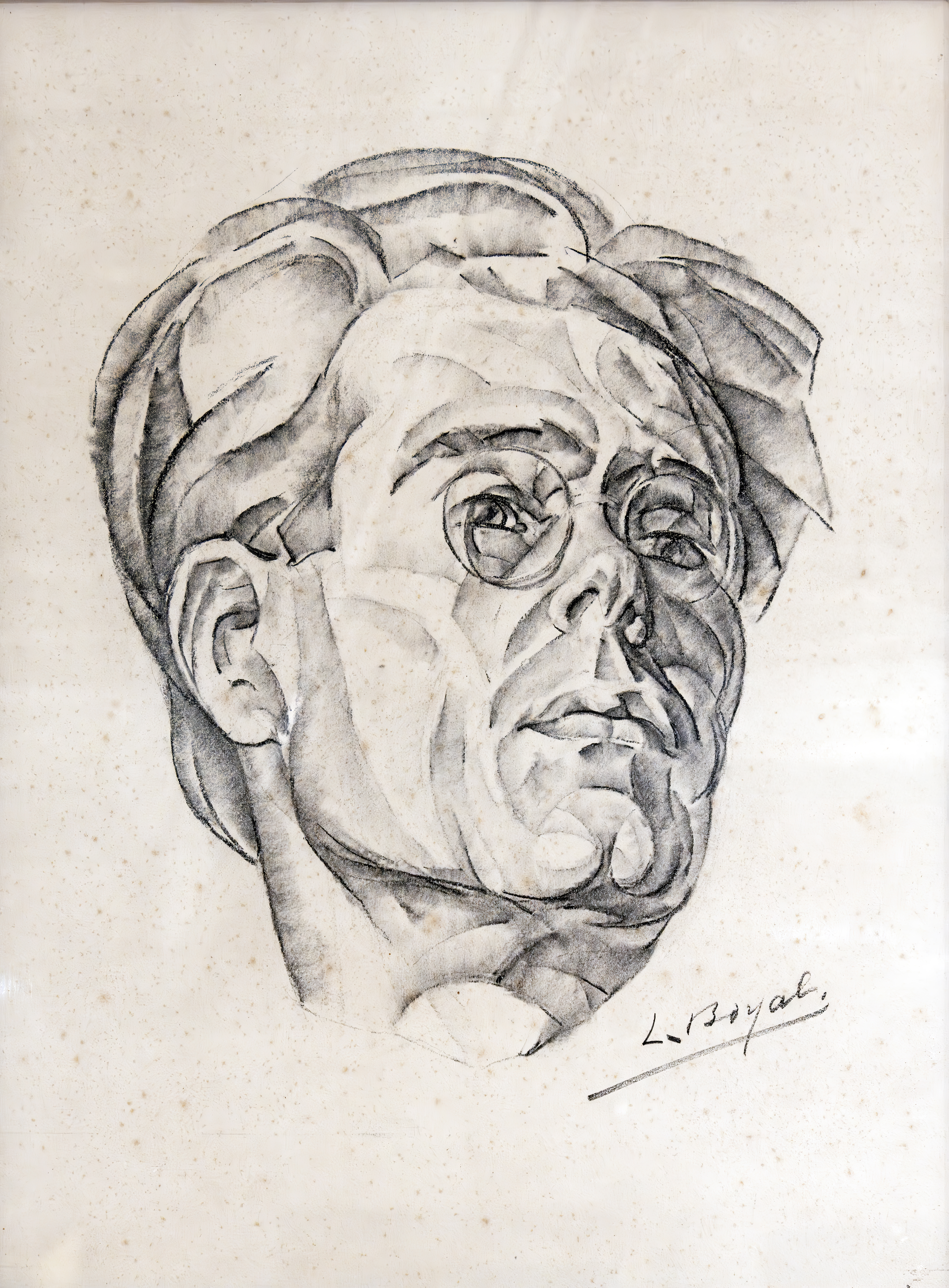
Portrait façon cubiste de Georges Gaudion par Luce Boyals

## Œuvres

### Chimie
- Nouvelle méthode générale de synthèse des amines forméniques par l'hydrogénation catalytique des éthers nitreux. Les travaux récents sur les effets chimiques des rayons radioactifs, 1911.

### Poésie
- Les Âmes pâlies (1905)
- La Maison d'enfance (1905)
- Lampes avant le seuil (1906)
- Le Jeu docile, poèmes (1906)
- Des petits pas sur la pelouse (1906)
- Les Héritages du romantisme, série de conférences faites au Salon des poètes méridionaux (1909)
- Les Héritages du romantisme (1909)
- La Prairie fauchée, poèmes (1909)
- Le primitivisme (1909)

### Peinture
- Œuvres exposées dans des collections publiques

Huiles sur toiles

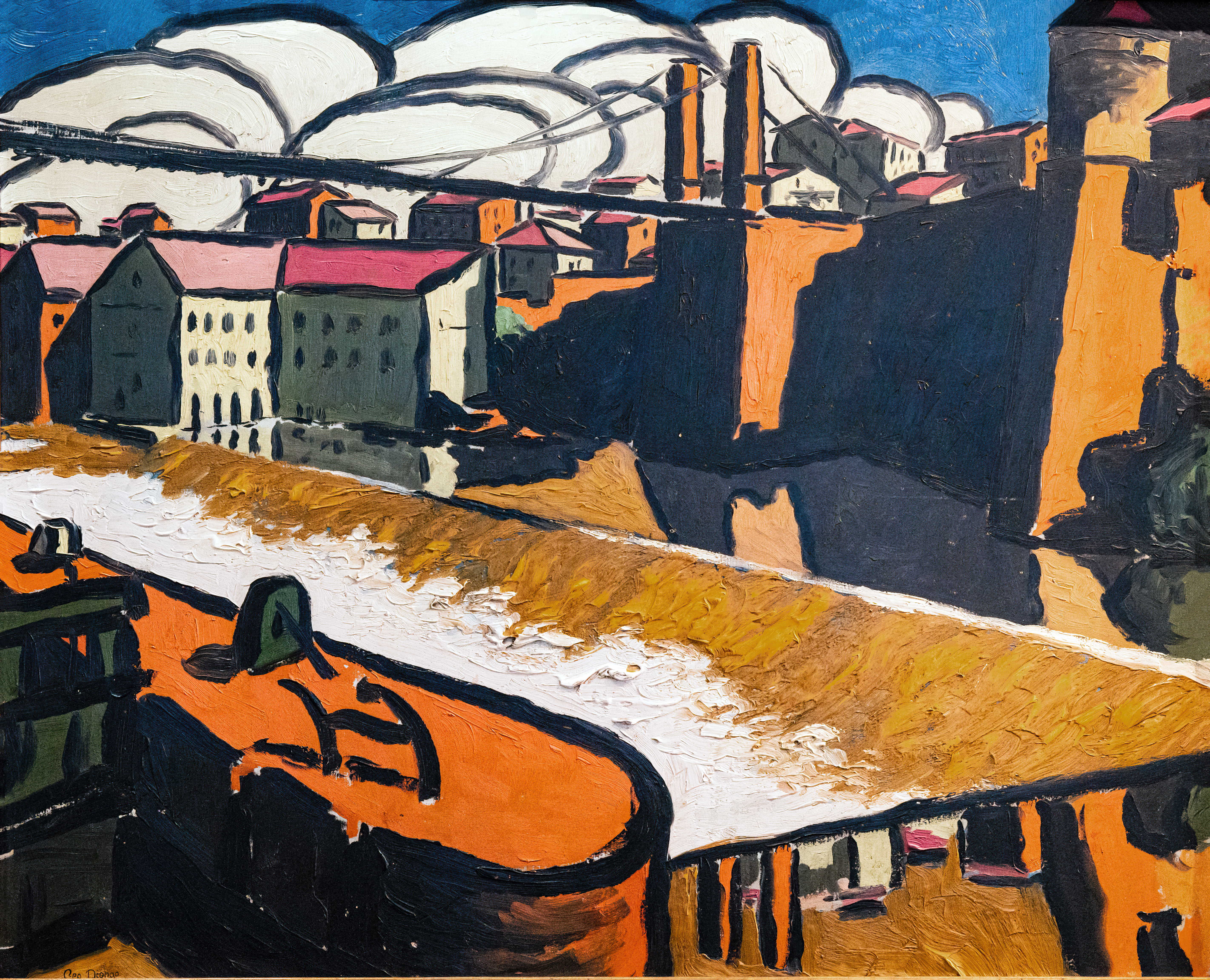
- Le Tarn à Gaillac, huile sur toile, musée des Beaux-Arts de Gaillac;
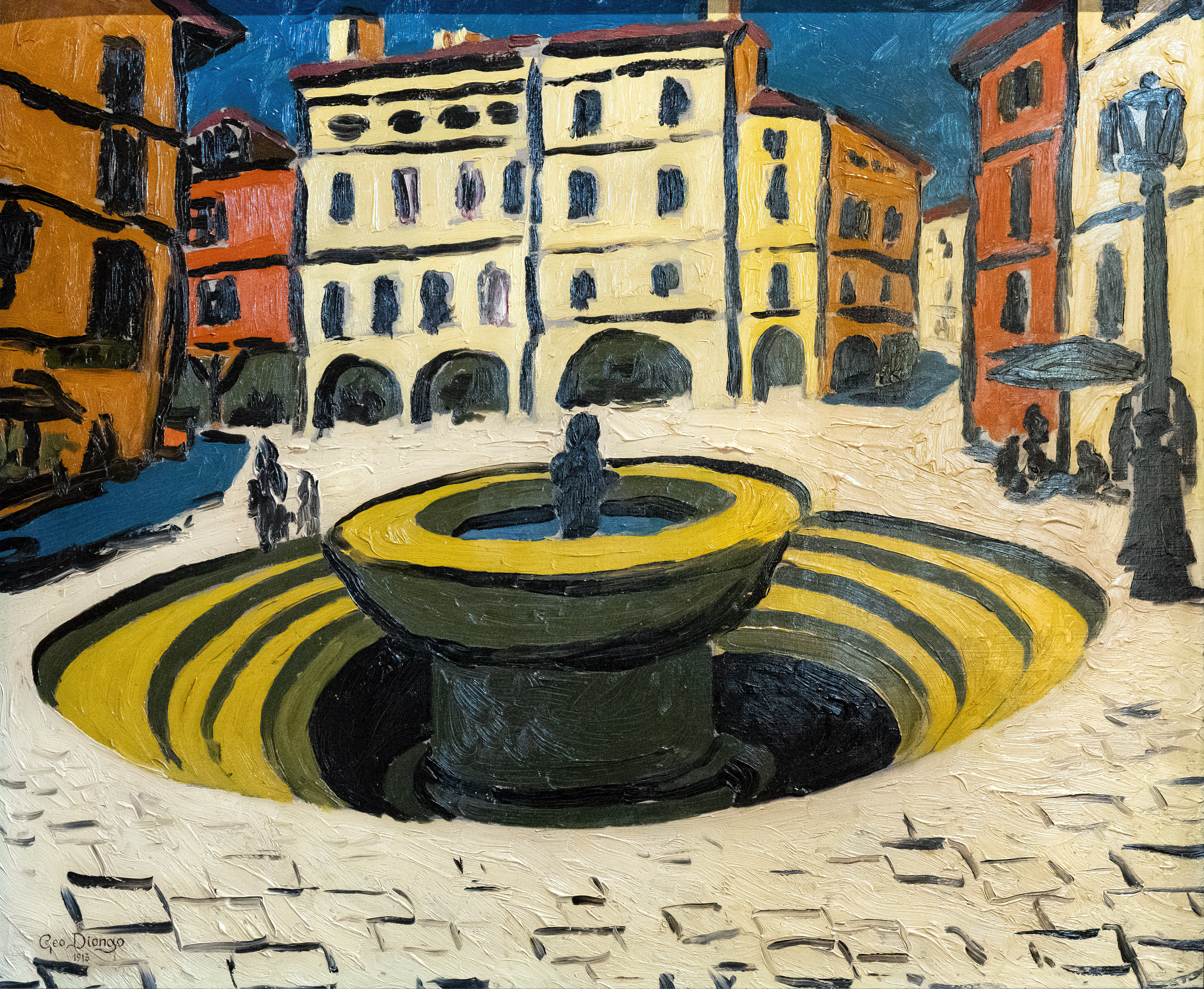
La place du Griffoul (1913)
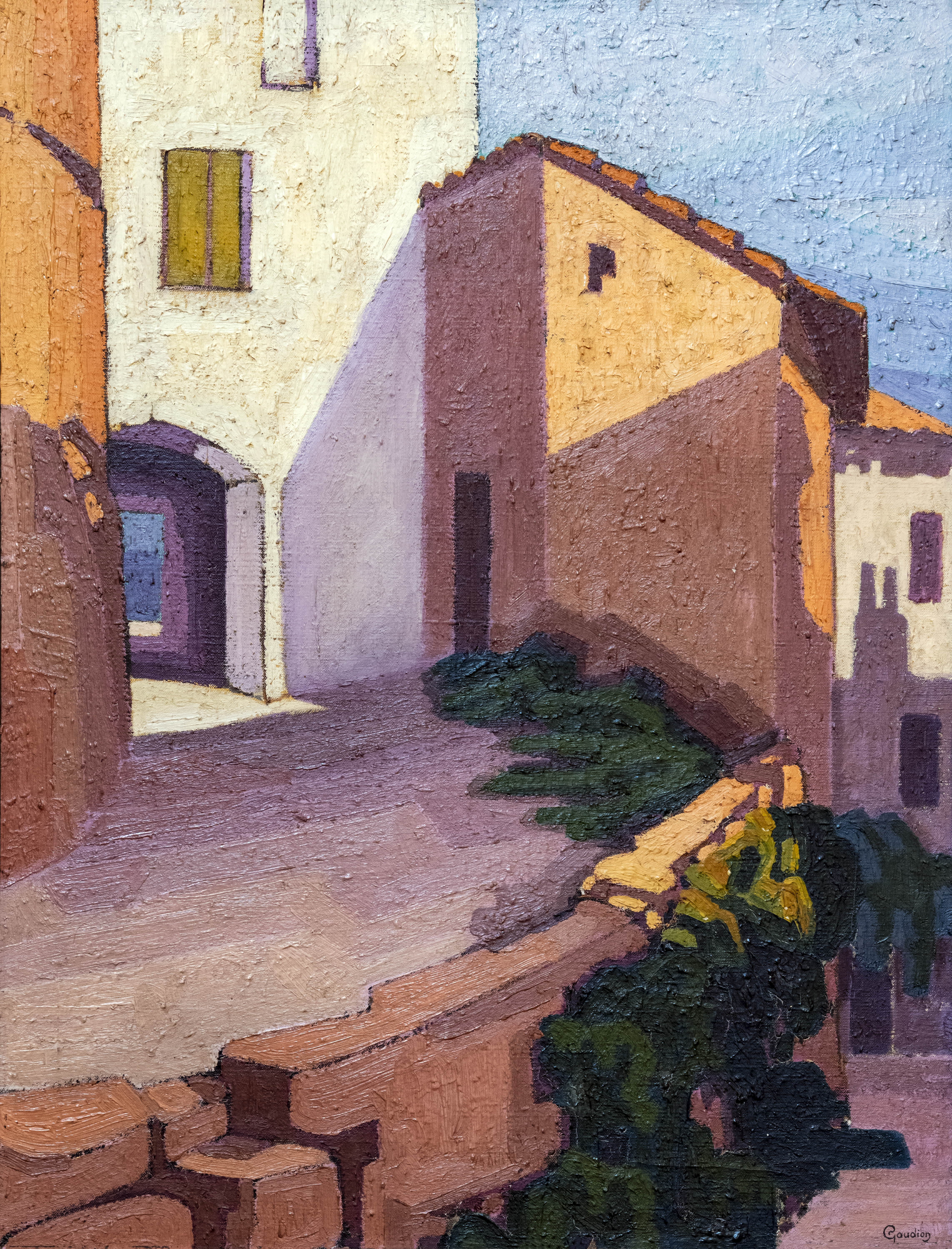
Maisons à Puycelsi
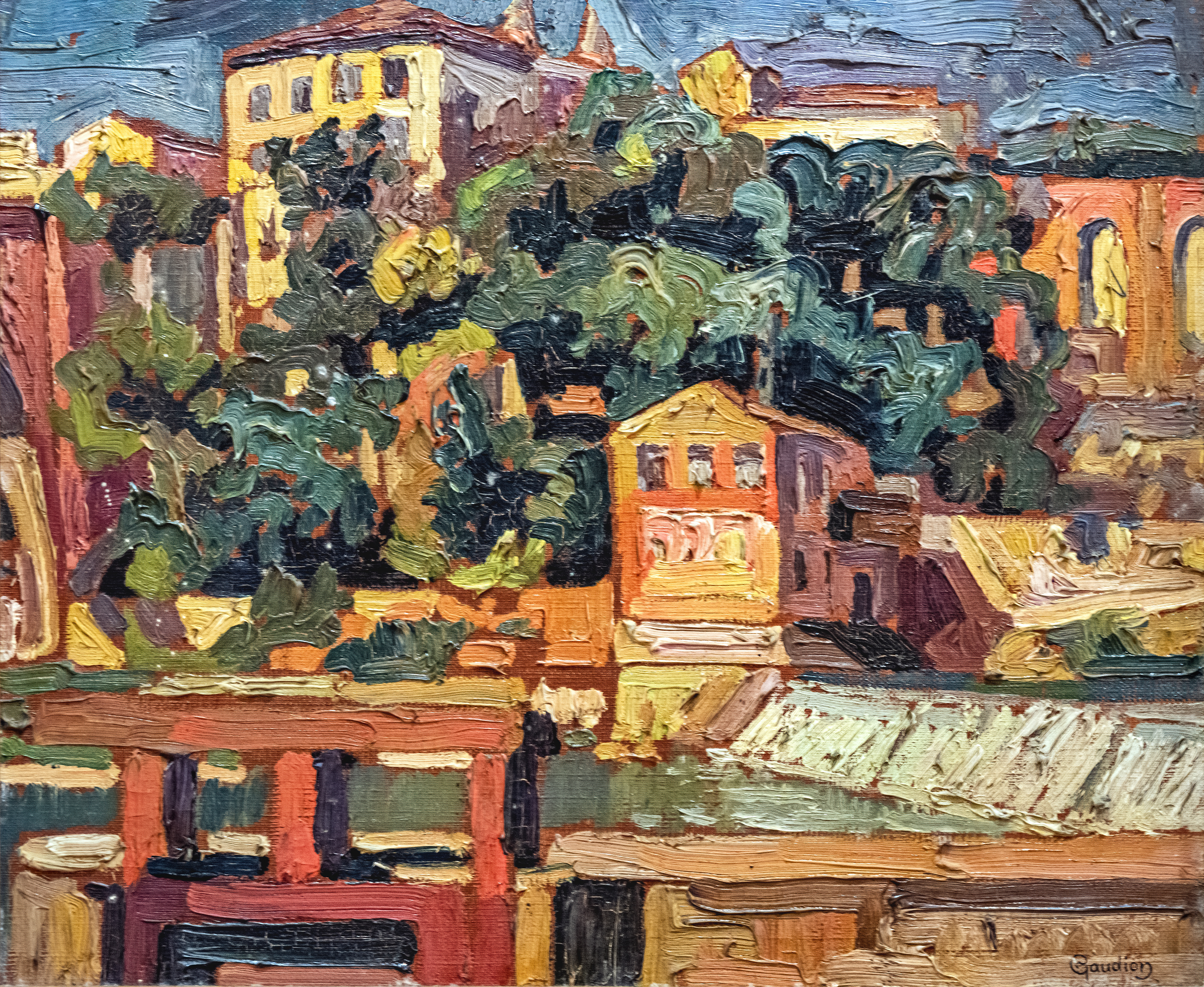
Le moulin et la Castagne à Rabastens
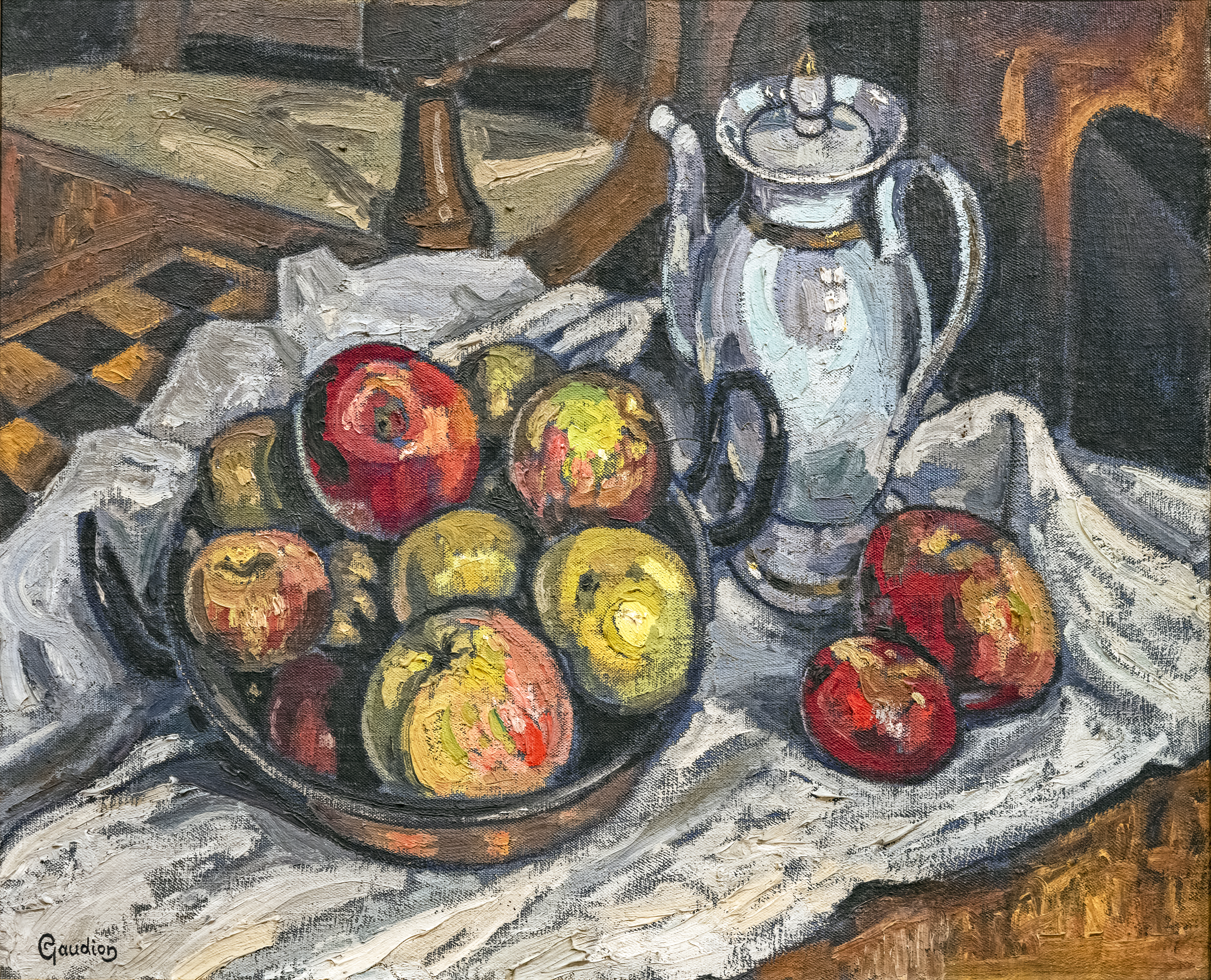
Nature morte aux pommes
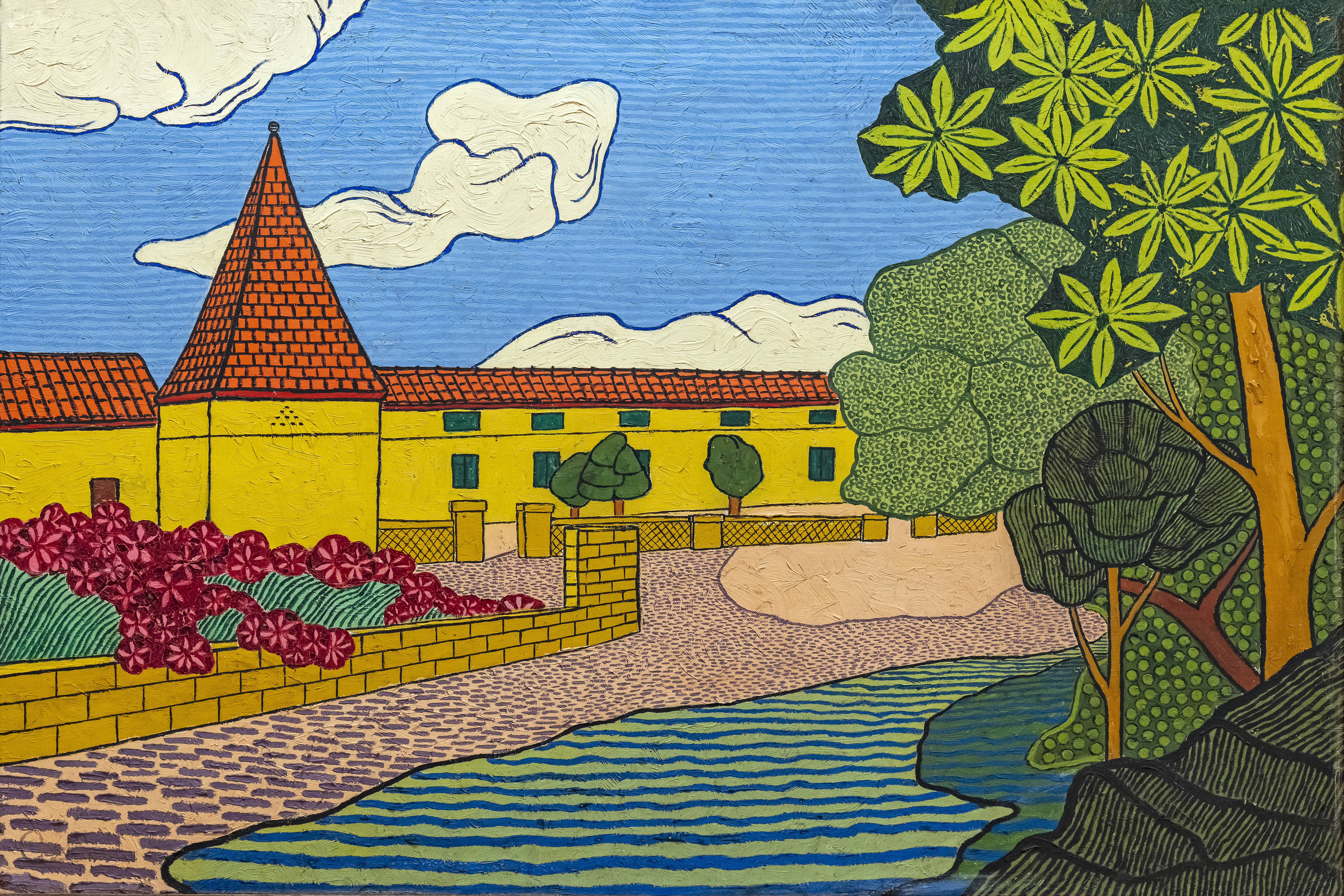
Le domaine de Touny-les Roses à Lagrave
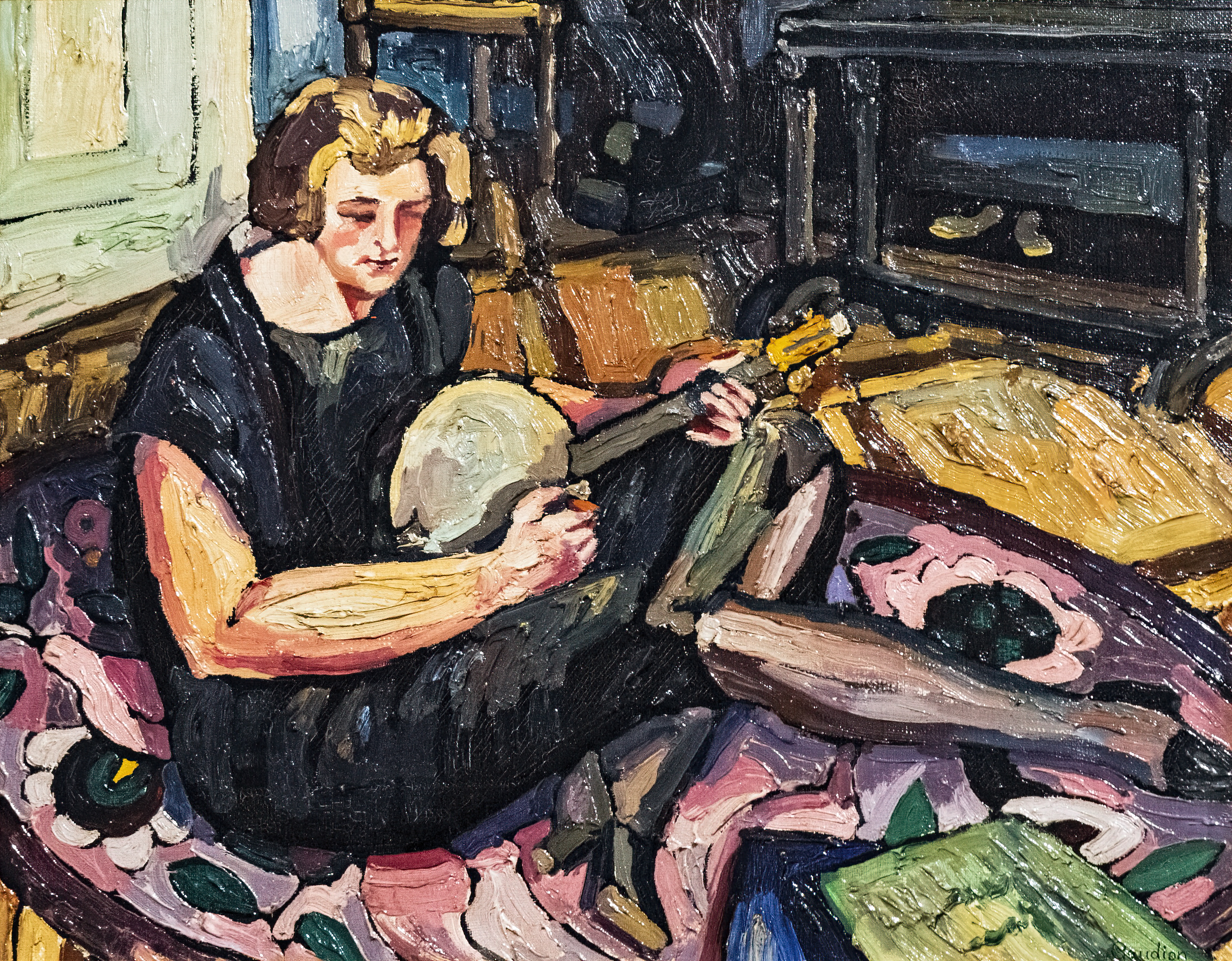
Luce au banjo dans le salon à Rabastens
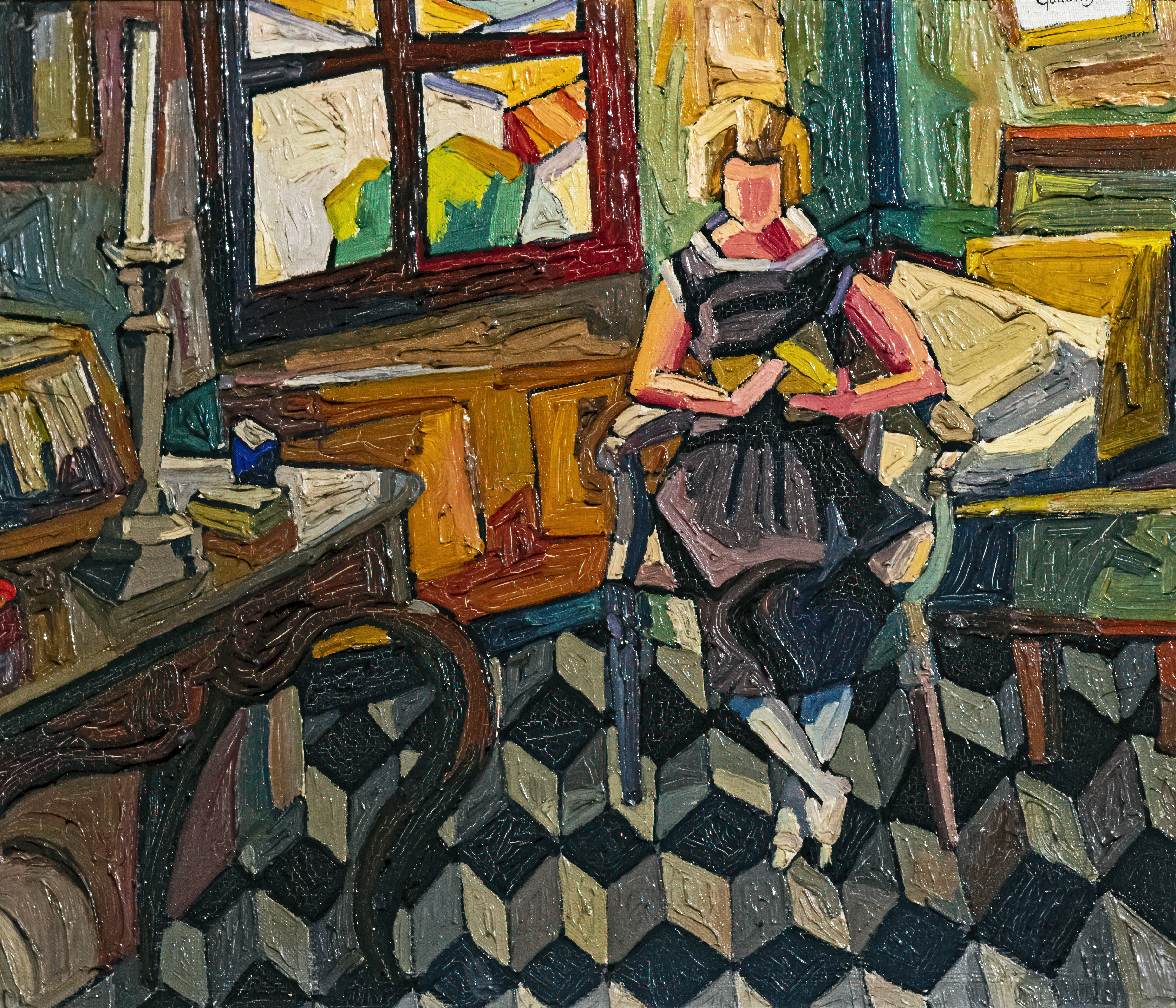
Luce lisant à Rabastens
  - La place du Griffoul, huile sur toile (1913), musée des Beaux-Arts de Gaillac ;
  - Maisons à Puycelsi, huile sur toile, musée du Pays rabastinois ;
  - Le moulin et la Castagne à Rabastens, huile sur toile, musée du Pays rabastinois ;
  - Nature morte aux pommes , huile sur toile, musée du Pays rabastinois ;
  - Le domaine de Touny-les Roses à Lagrave, huile sur toile, musée du Pays rabastinois ;
  - Luce au banjo dans le salon à Rabastens, vers 1930, huile sur toile, musée du Pays rabastinois ;
  - Luce lisant à Rabastens, vers 1930, huile sur toile, musée du Pays rabastinois.

Huiles sur papier

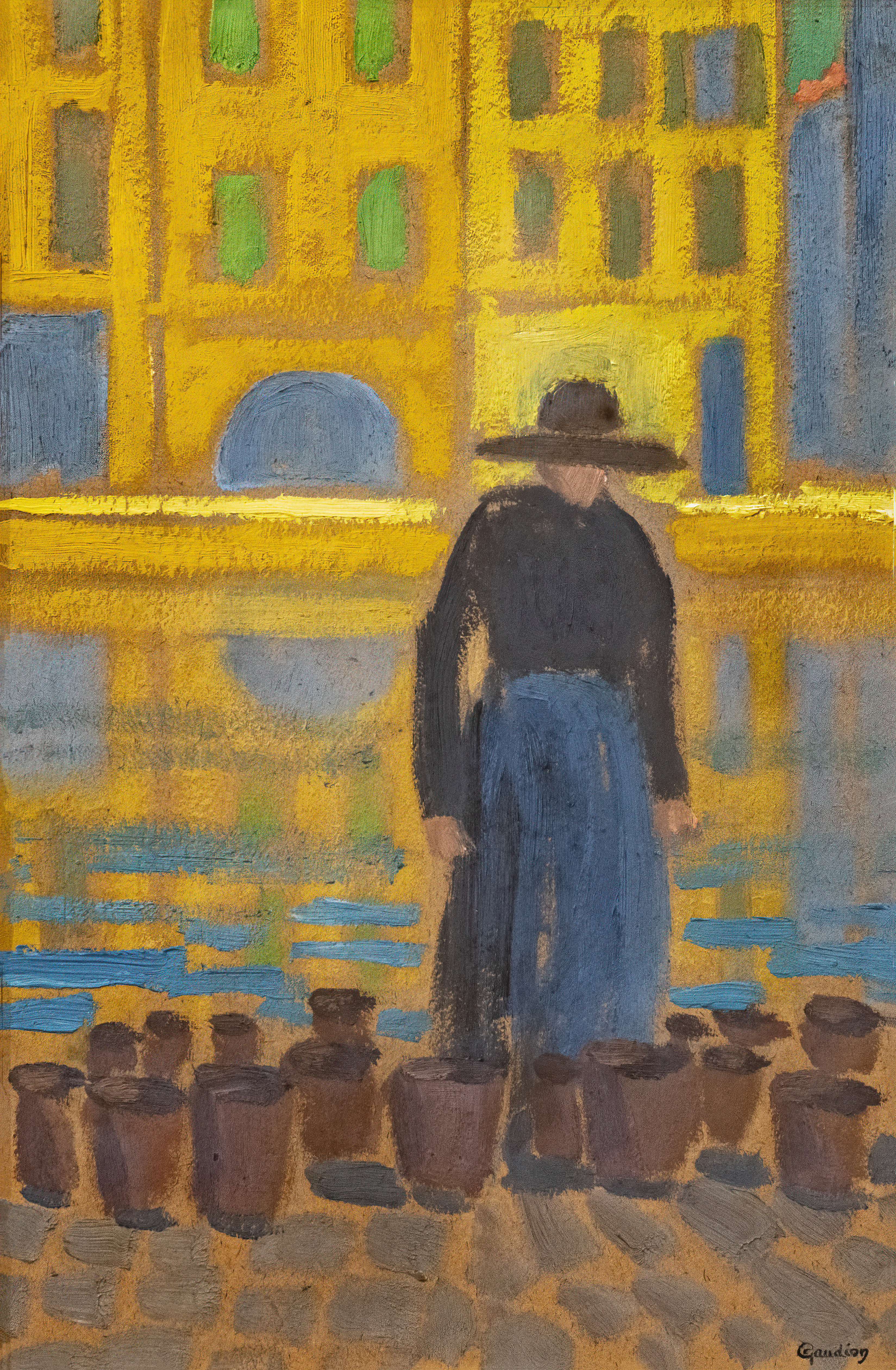
- La marchande de pots, huile sur papier de 1920 ;
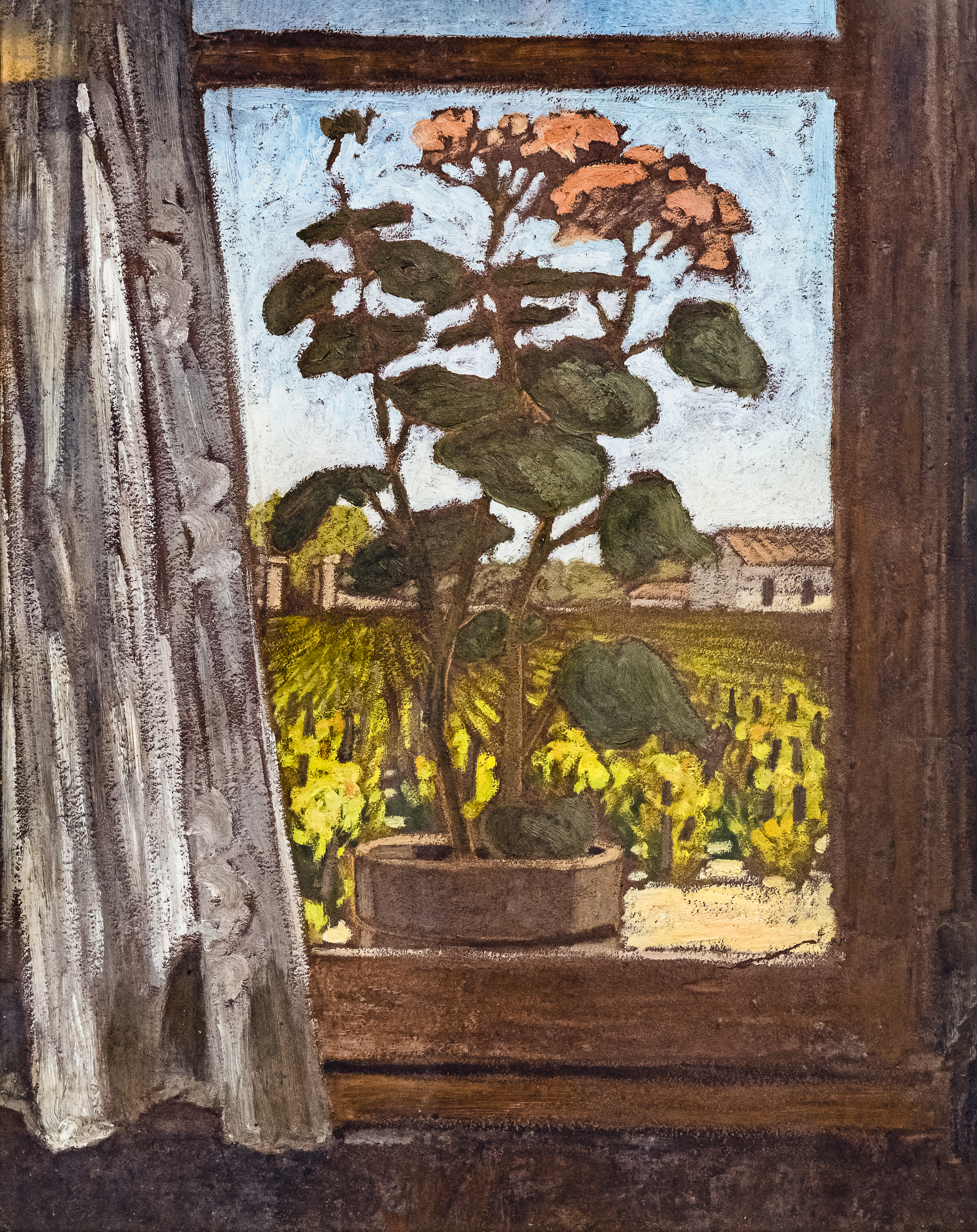
Rosier et Vignes à Touny-les Roses
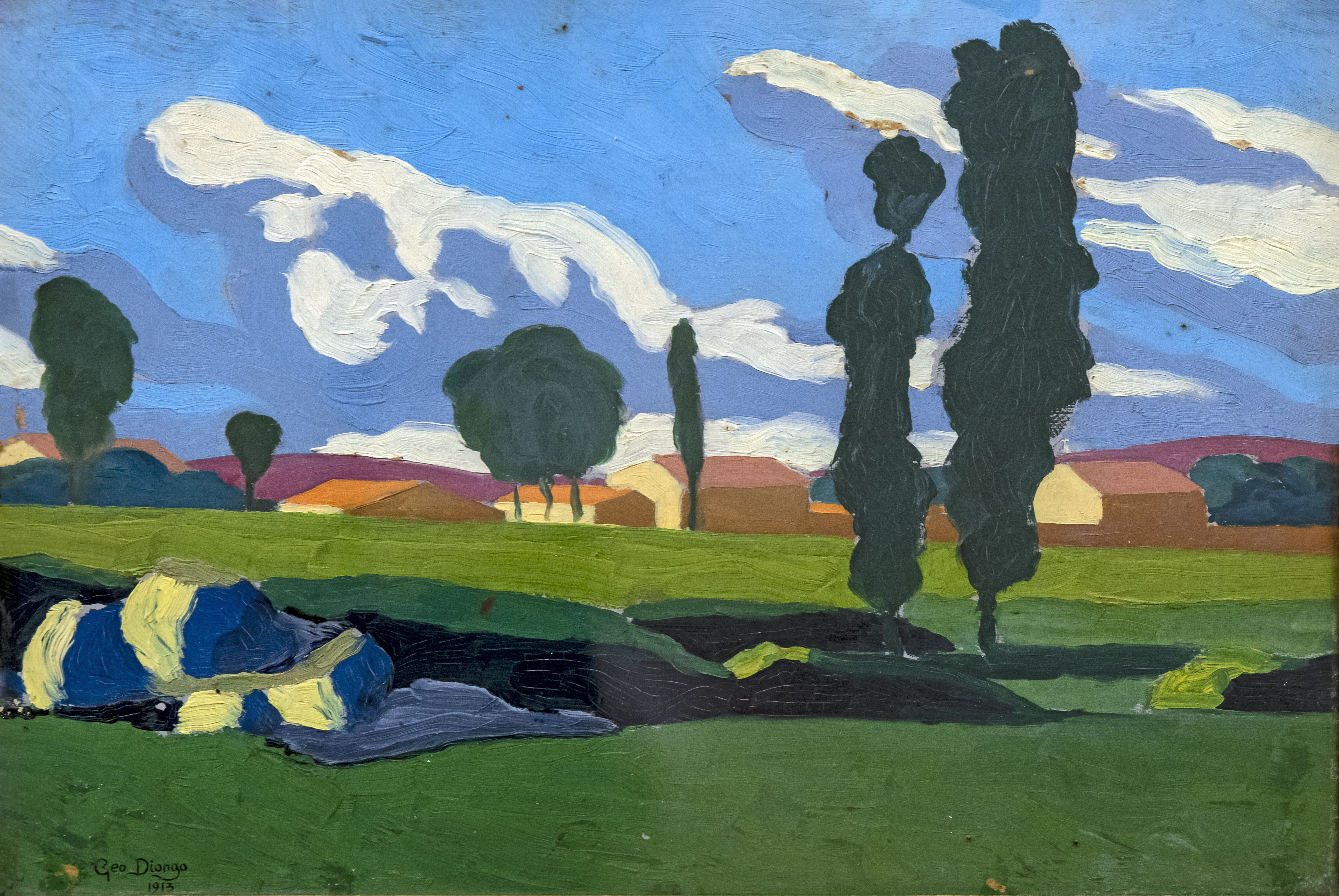
Paysage aux peupliers
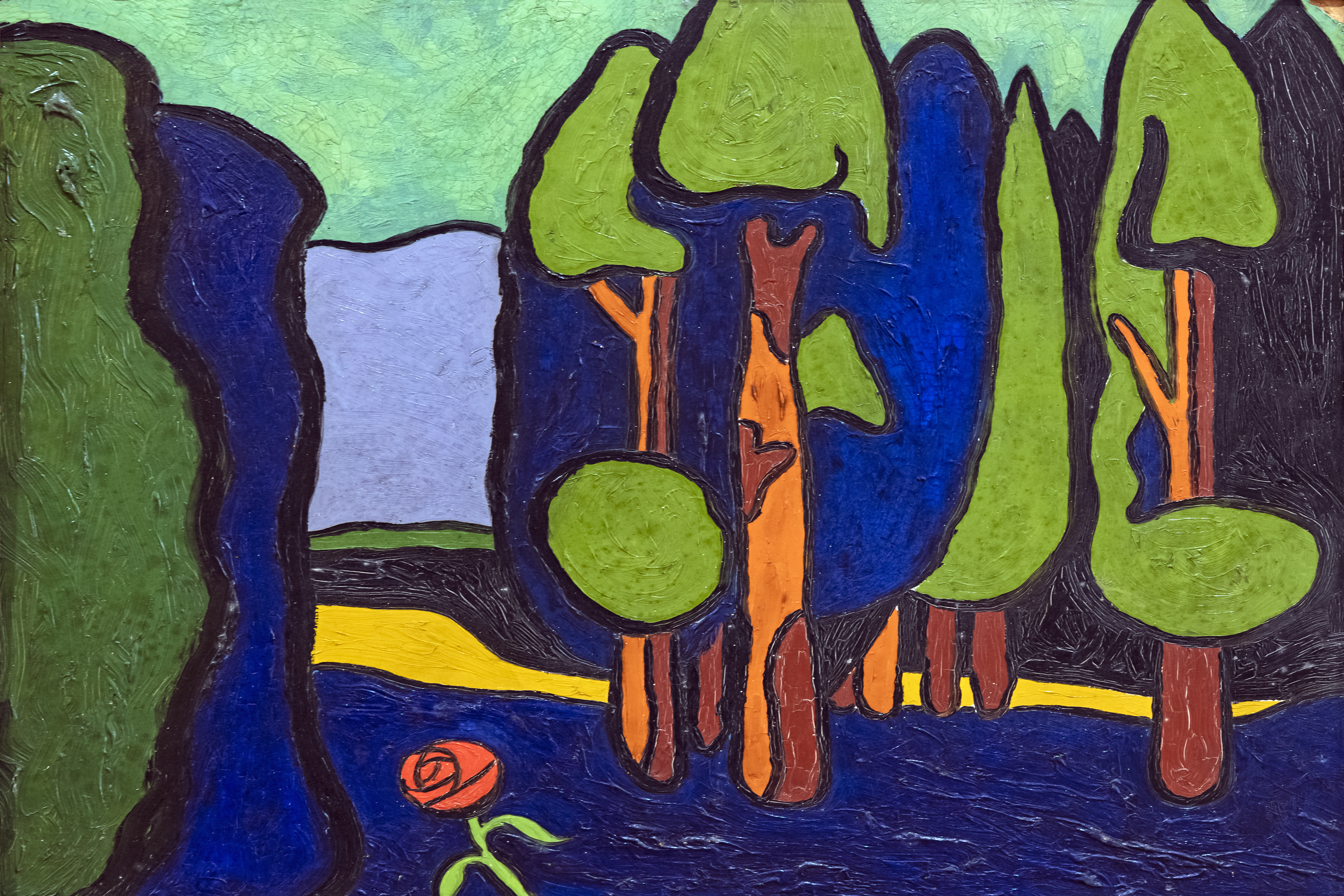
Le bois
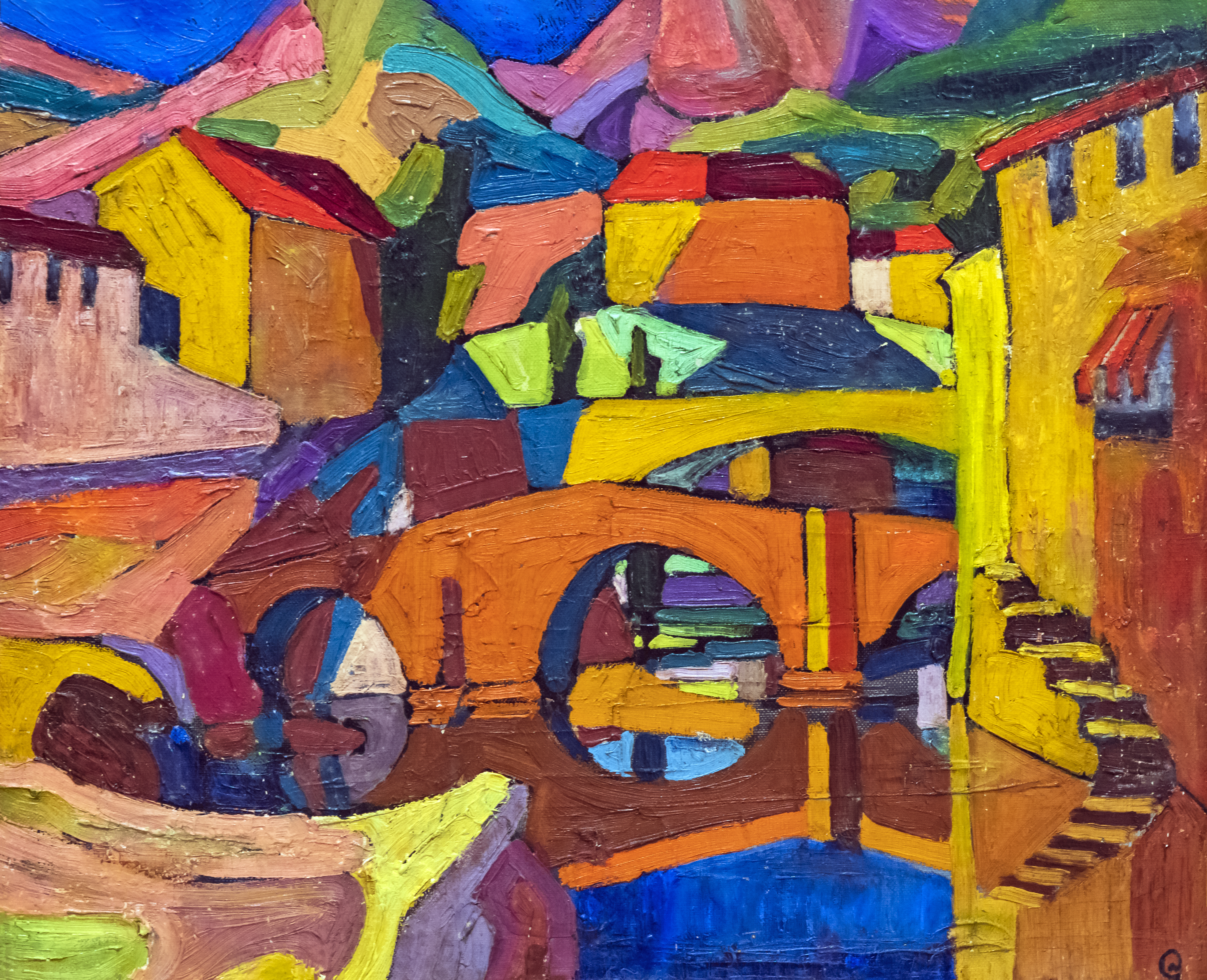
Village cubiste, vers 1910
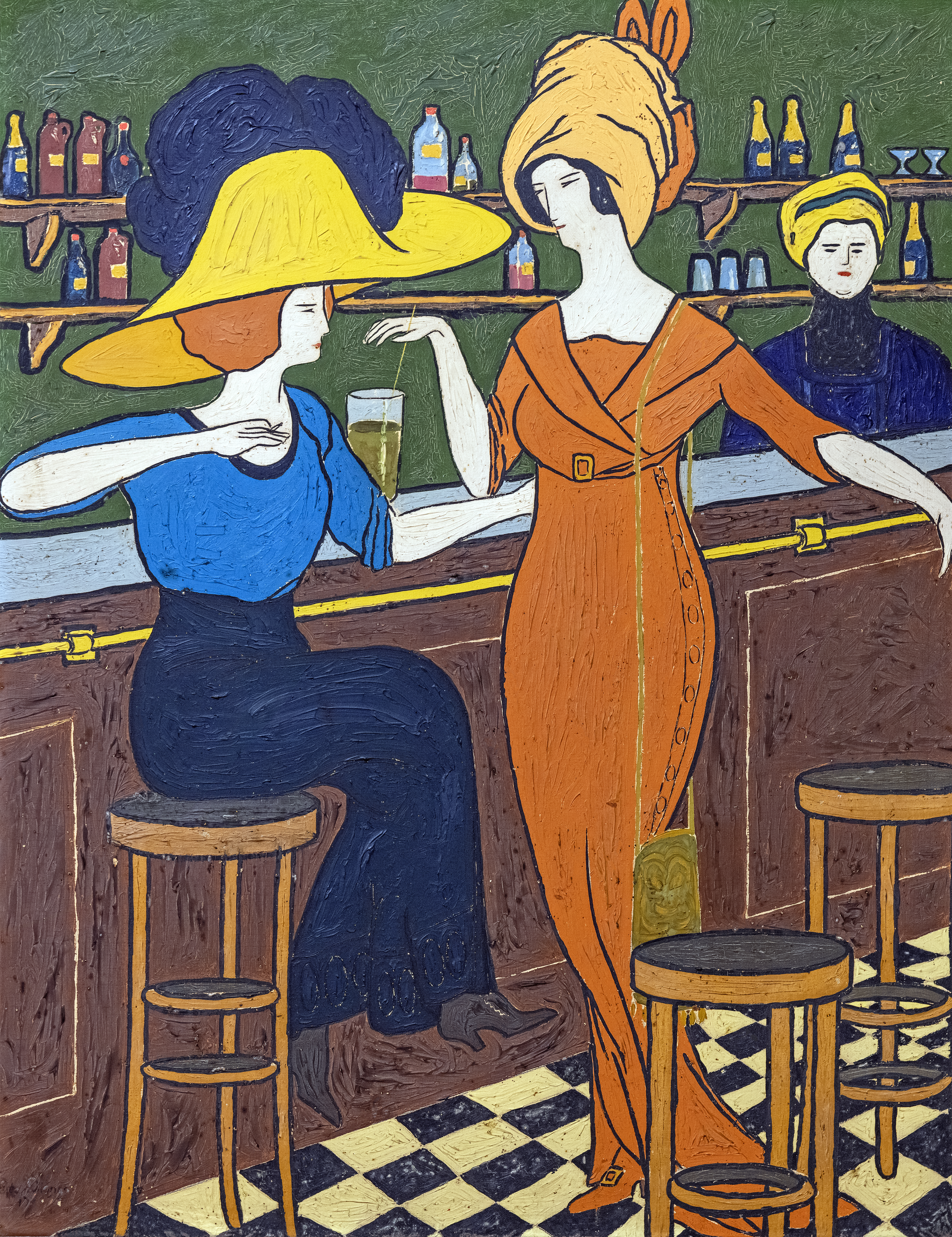
Femmes au café, vers 1910
  - Rosier et Vignes à Touny-les Roses, huile sur papier ;
  - Paysage aux peupliers, huile sur carton ;
  - Le bois, huile sur carton ;
  - Village cubiste, vers 1910, huile sur carton ;
  - Femmes au café, vers 1910, huile sur carton.

Gouache

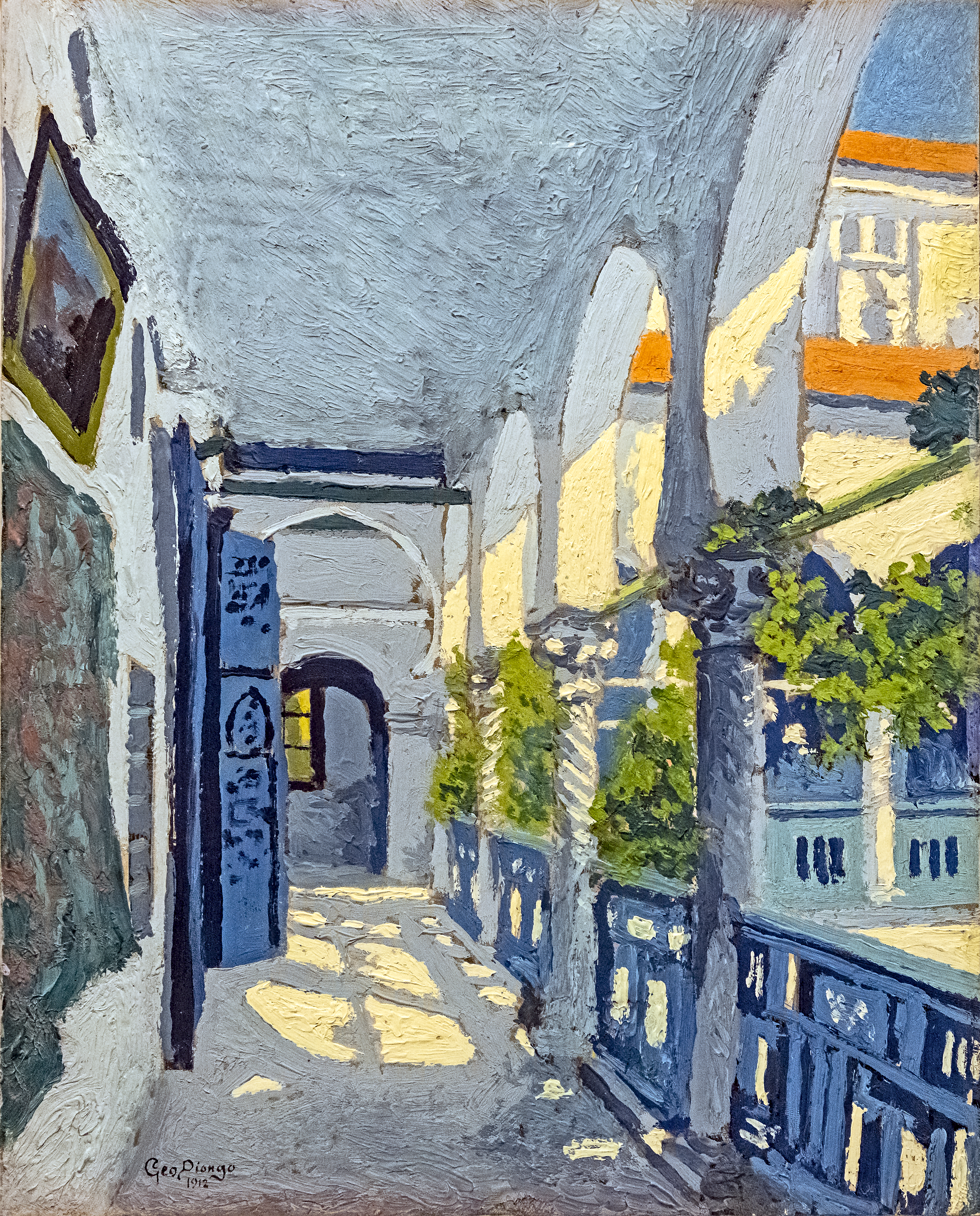
- Galerie d'un riad marocain, gouache sur photographie imprimée ;
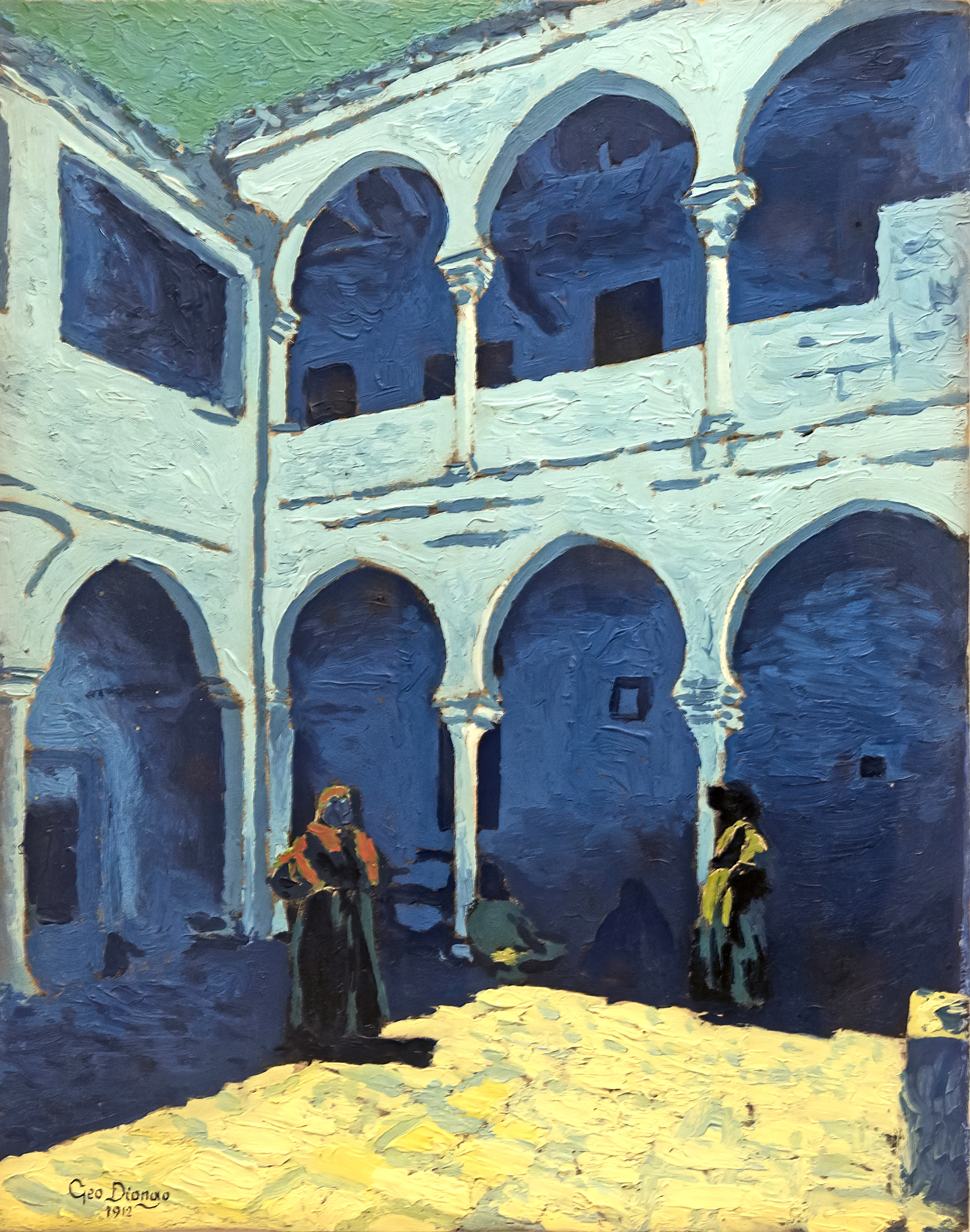
Cour d'un riad marocain
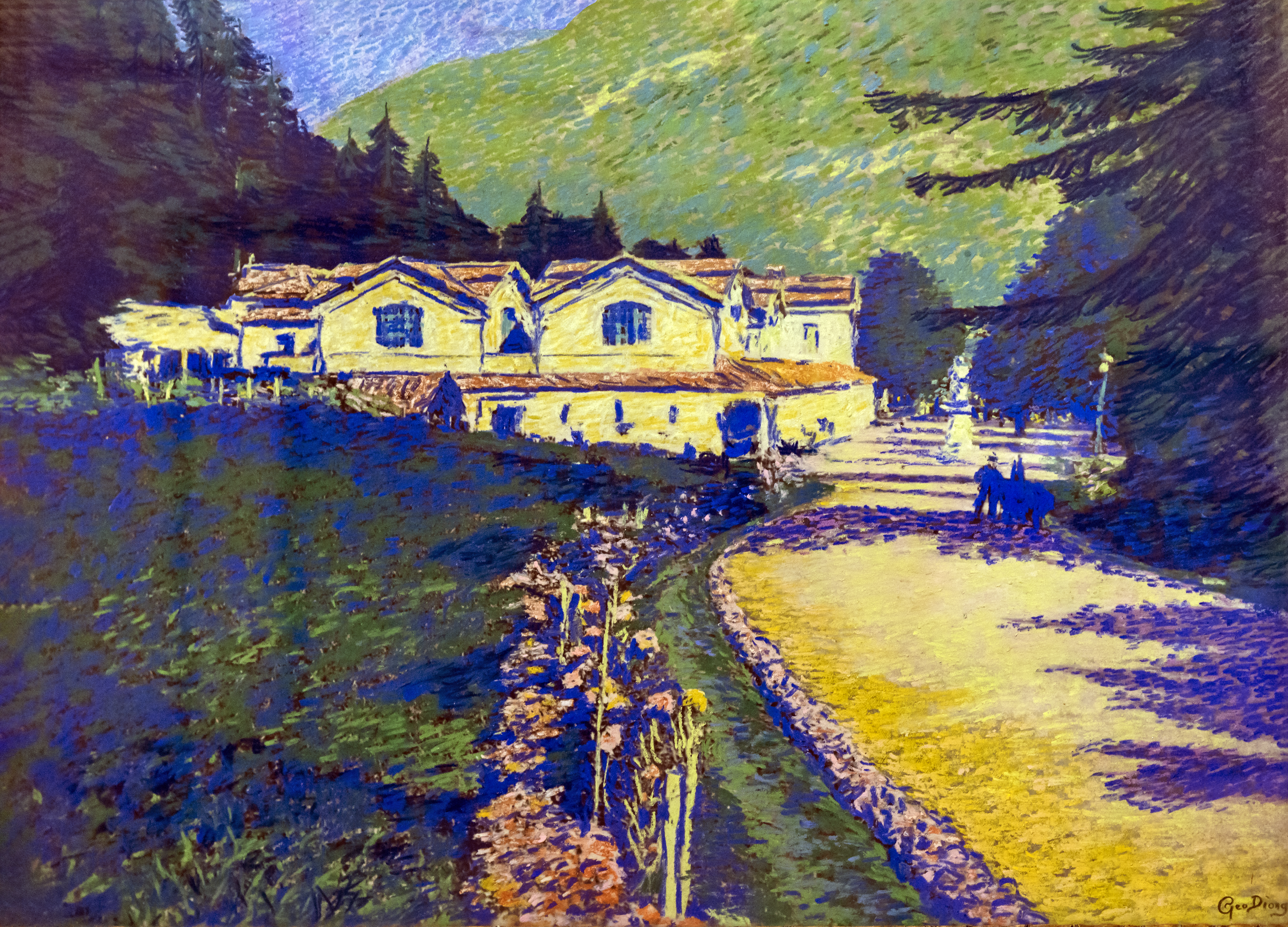
Les thermes de Luchon
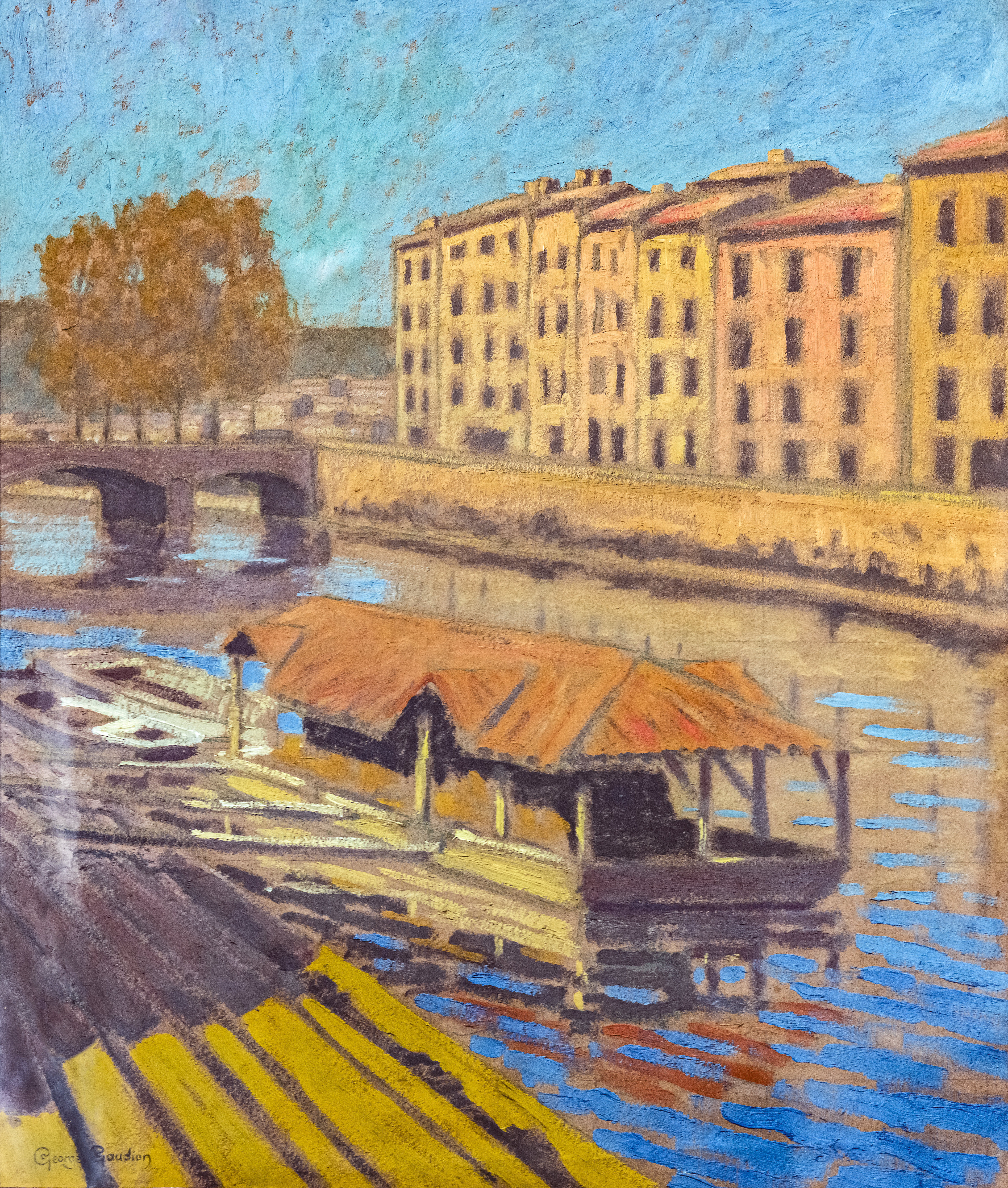
Bateau-lavoir sur les bords de la Nive à Bayonne
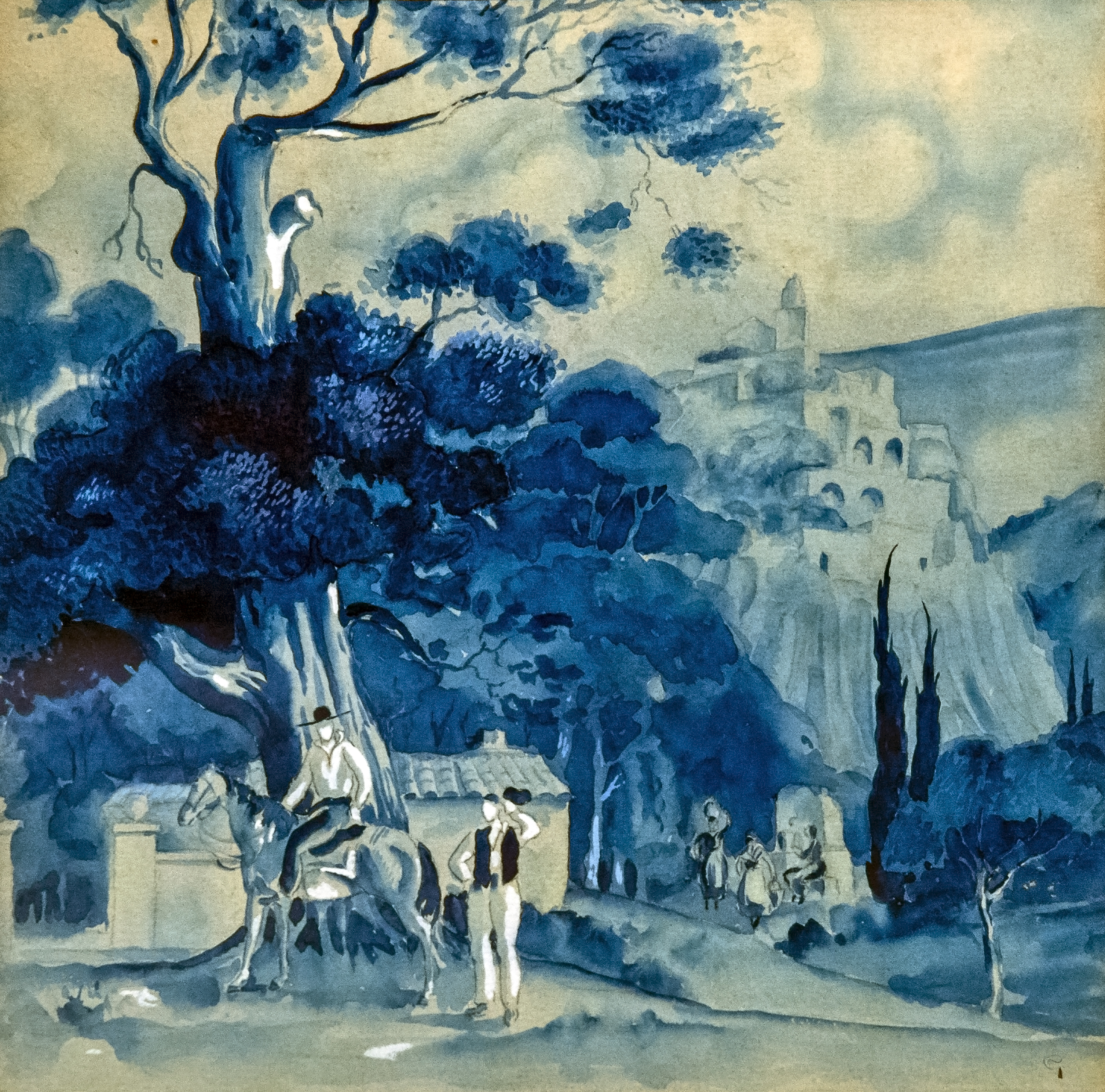
Paysage espagnol
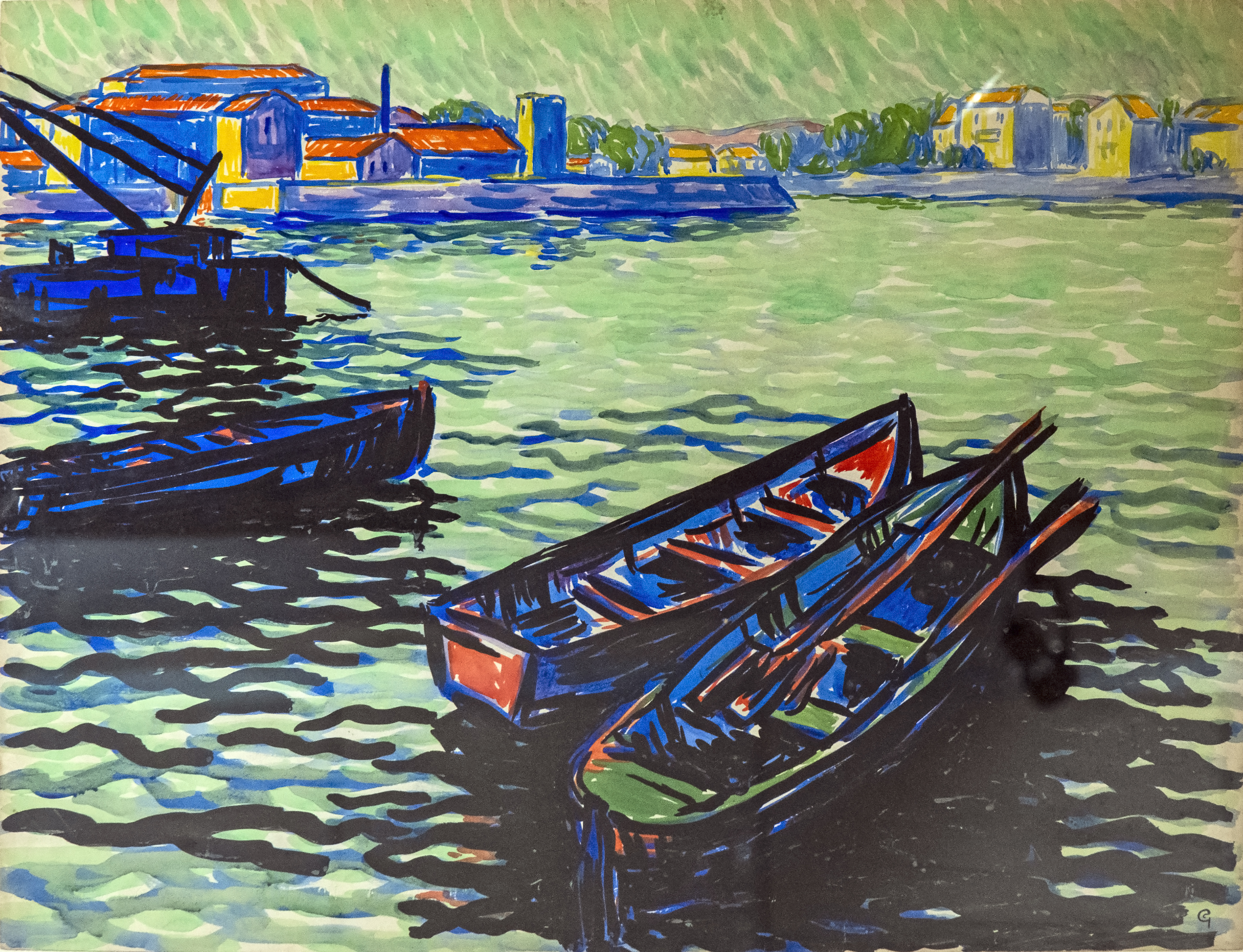
Barques au Bazacle à Toulouse
  - Les thermes de Luchon, gouache sur photographie imprimée ;
  - Bateau-lavoir sur les bords de la Nive à Bayonne, gouache sur toile ;
  - Paysage espagnol, gouache sur papier ;
  - Barques au Bazacle à Toulouse, gouache sur papier vers 1910.

Aquarelles

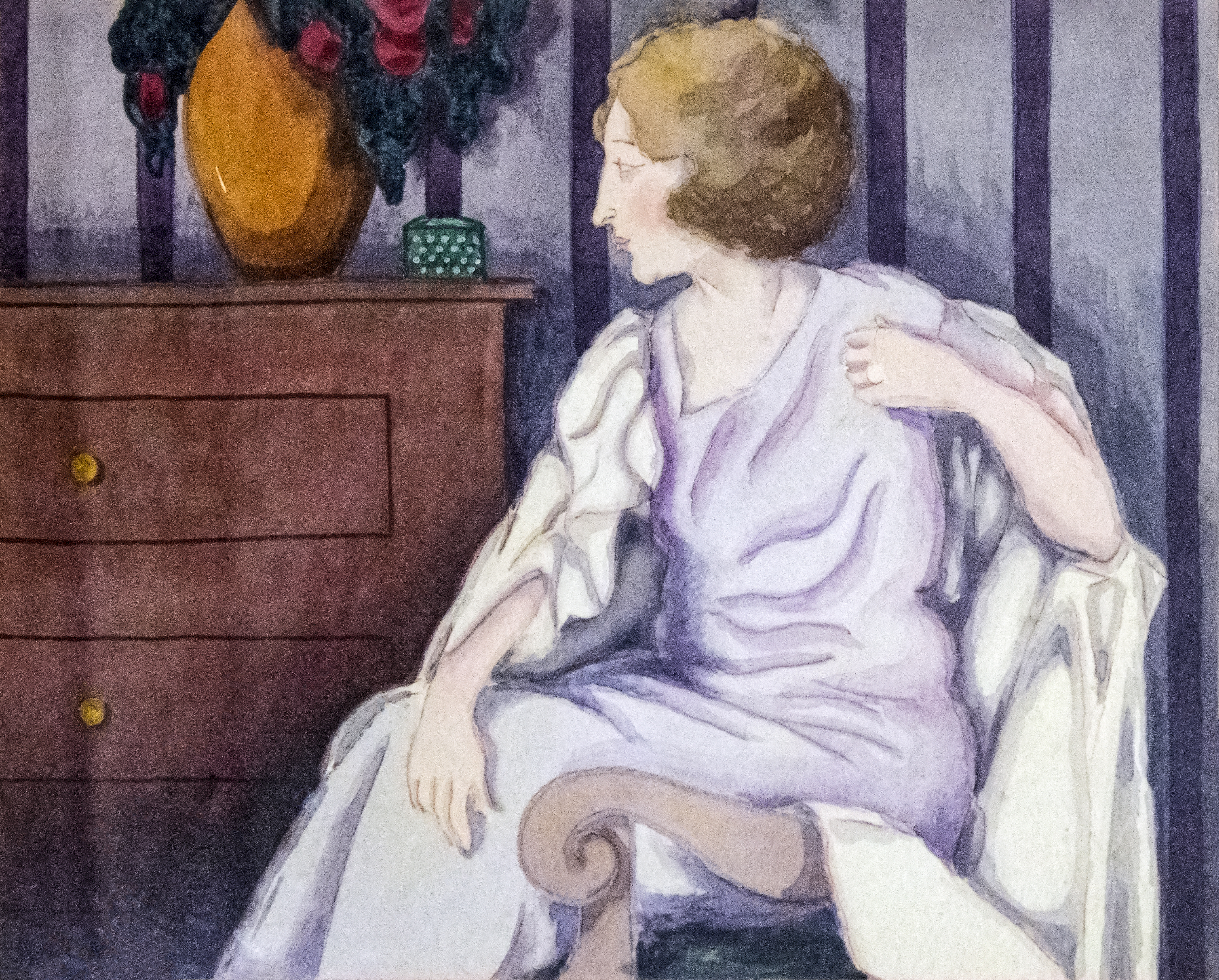
- Luce dans un intérieur, aquarelles sur papier, portrait de Luce Boyals ;
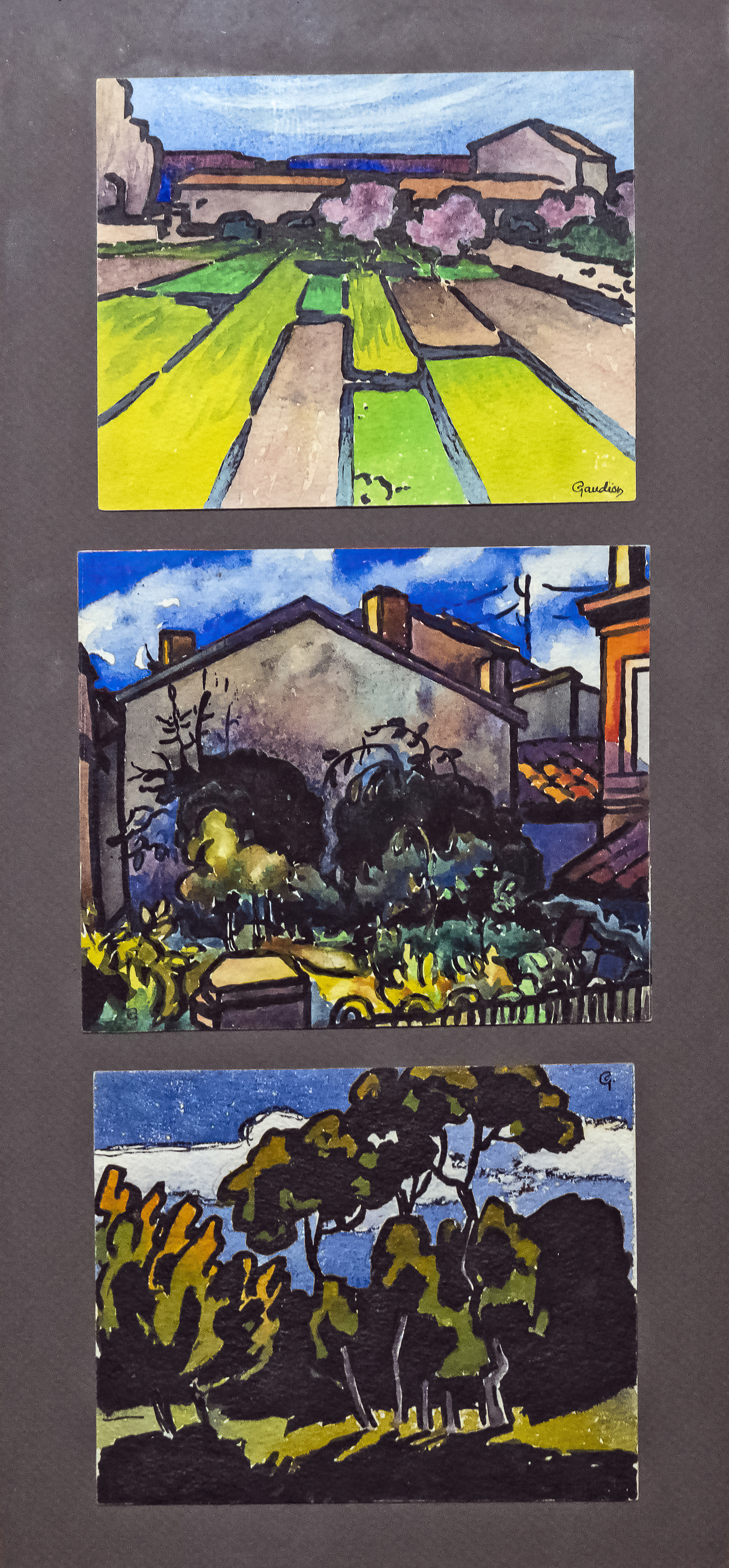
3 aquarelles sur papier
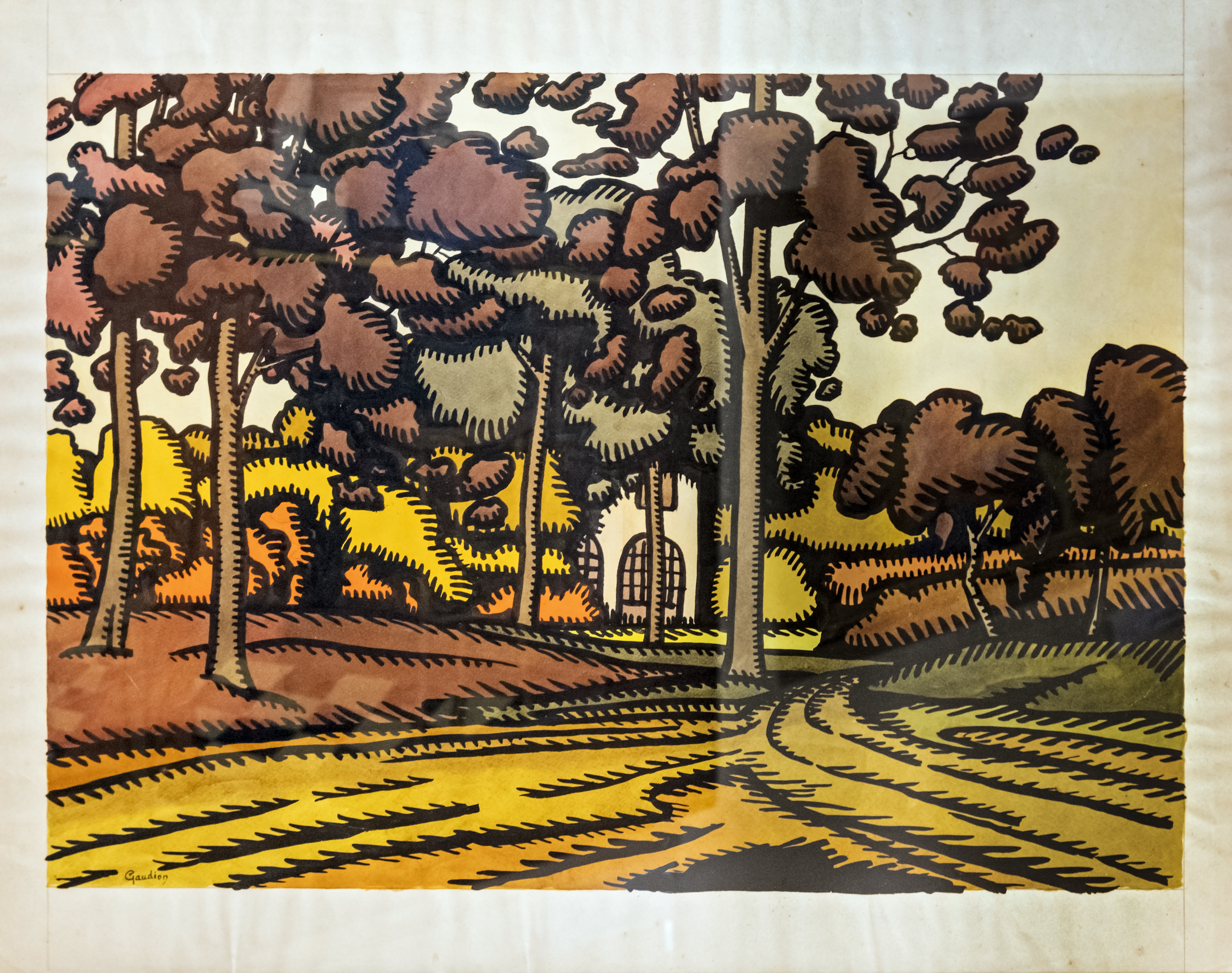
Maison derrière les arbres
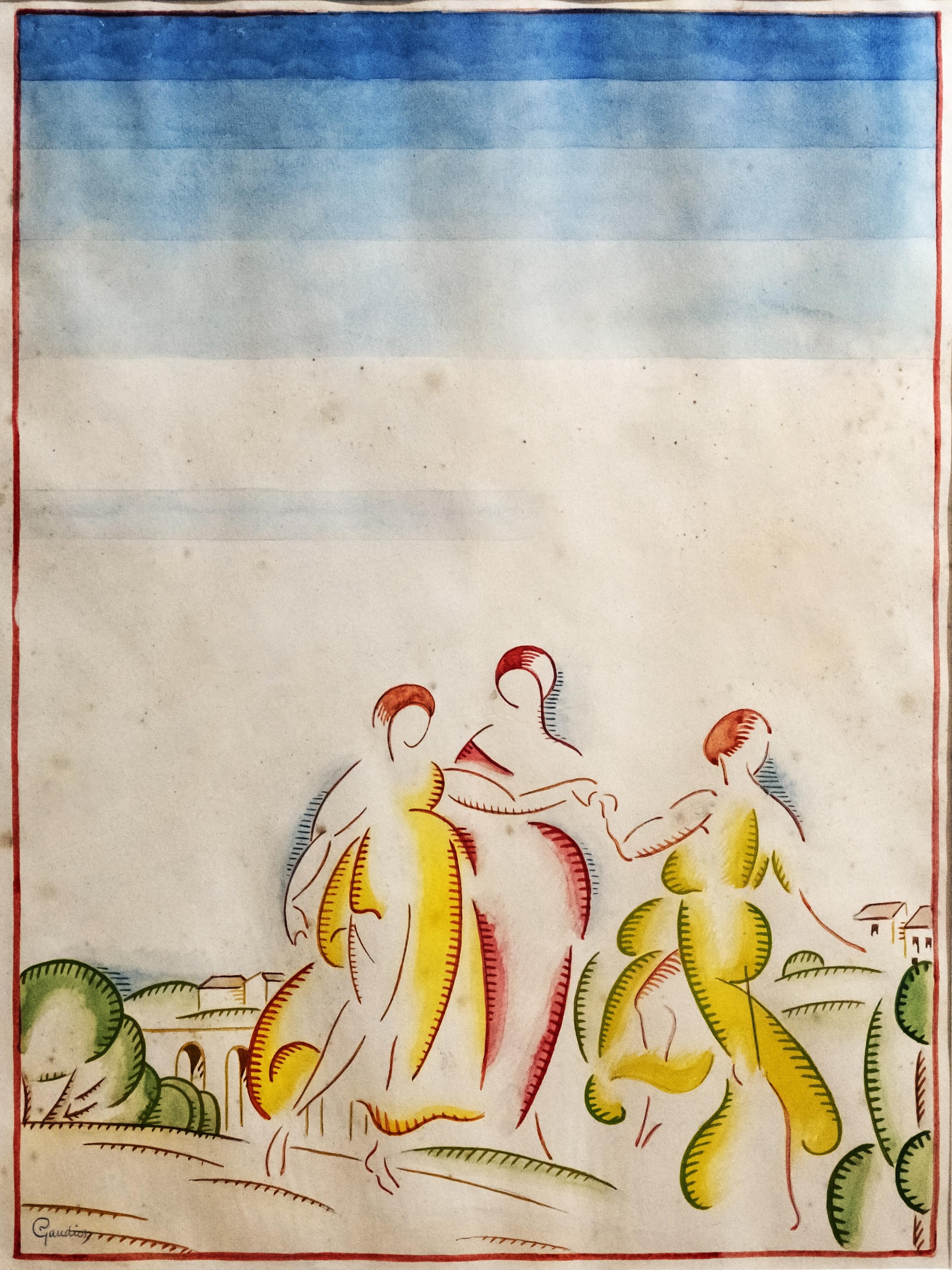
Les trois grâces
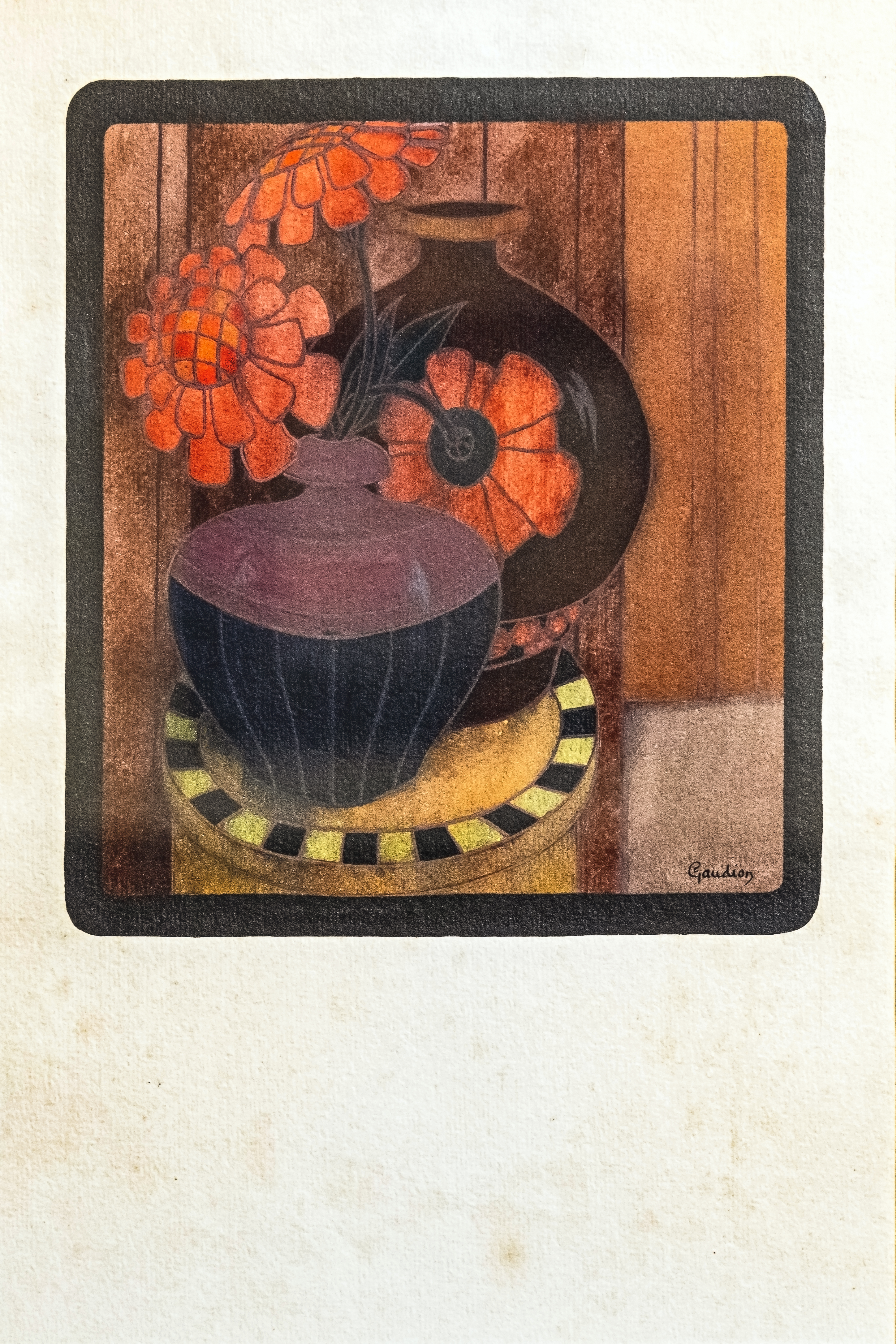
Vase aux zinnias rouges
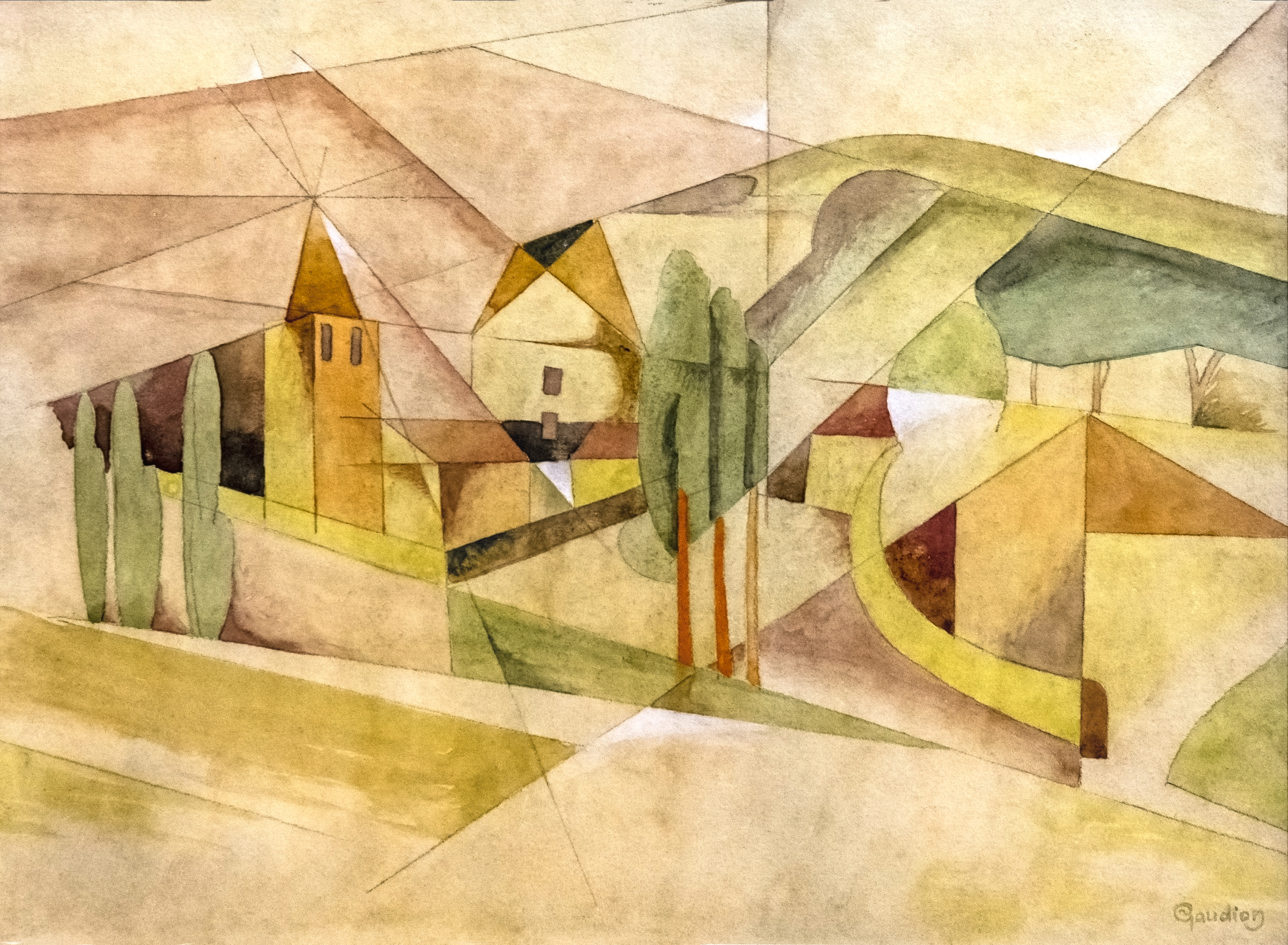
Village cubiste
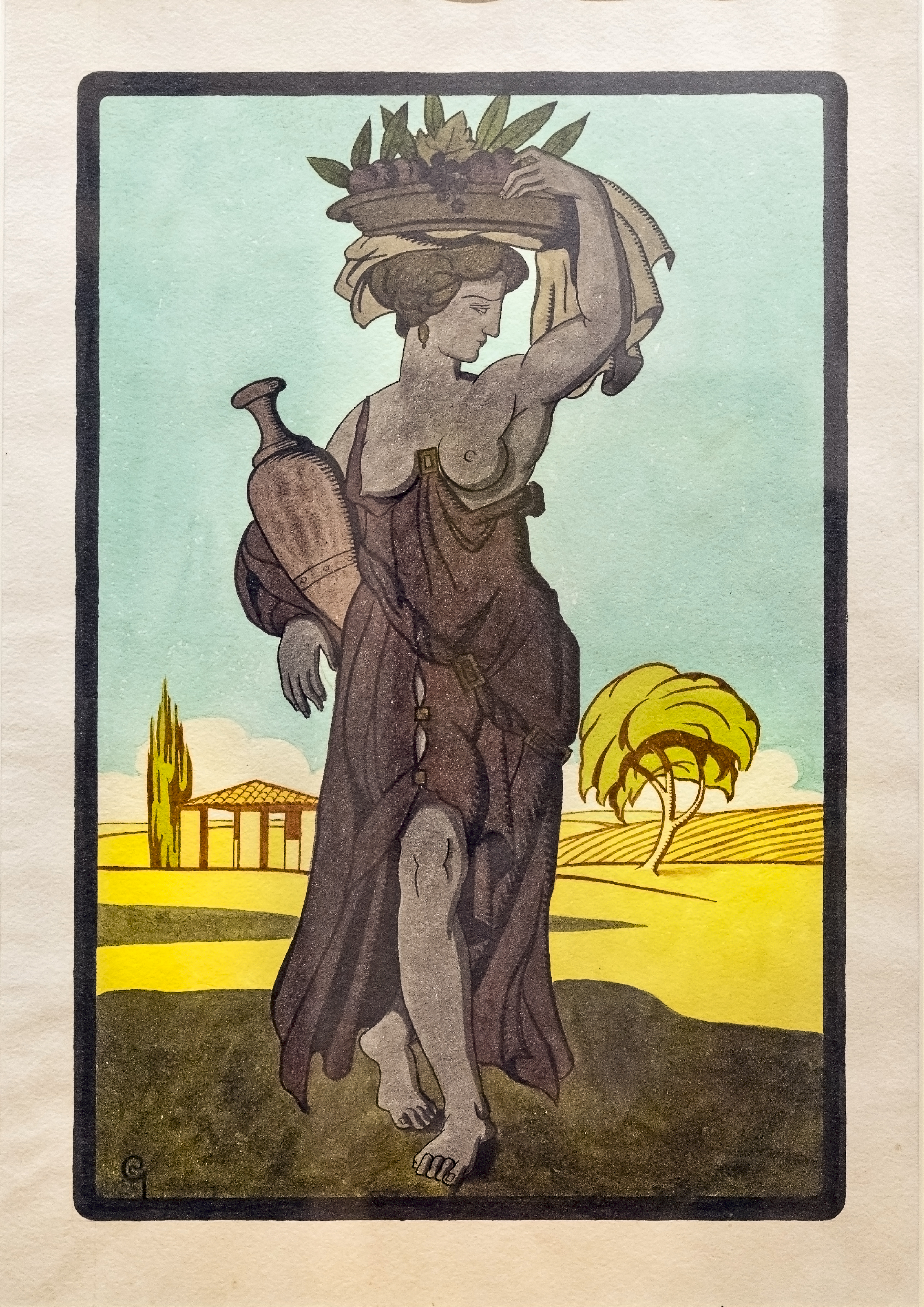
Cérès aux champs
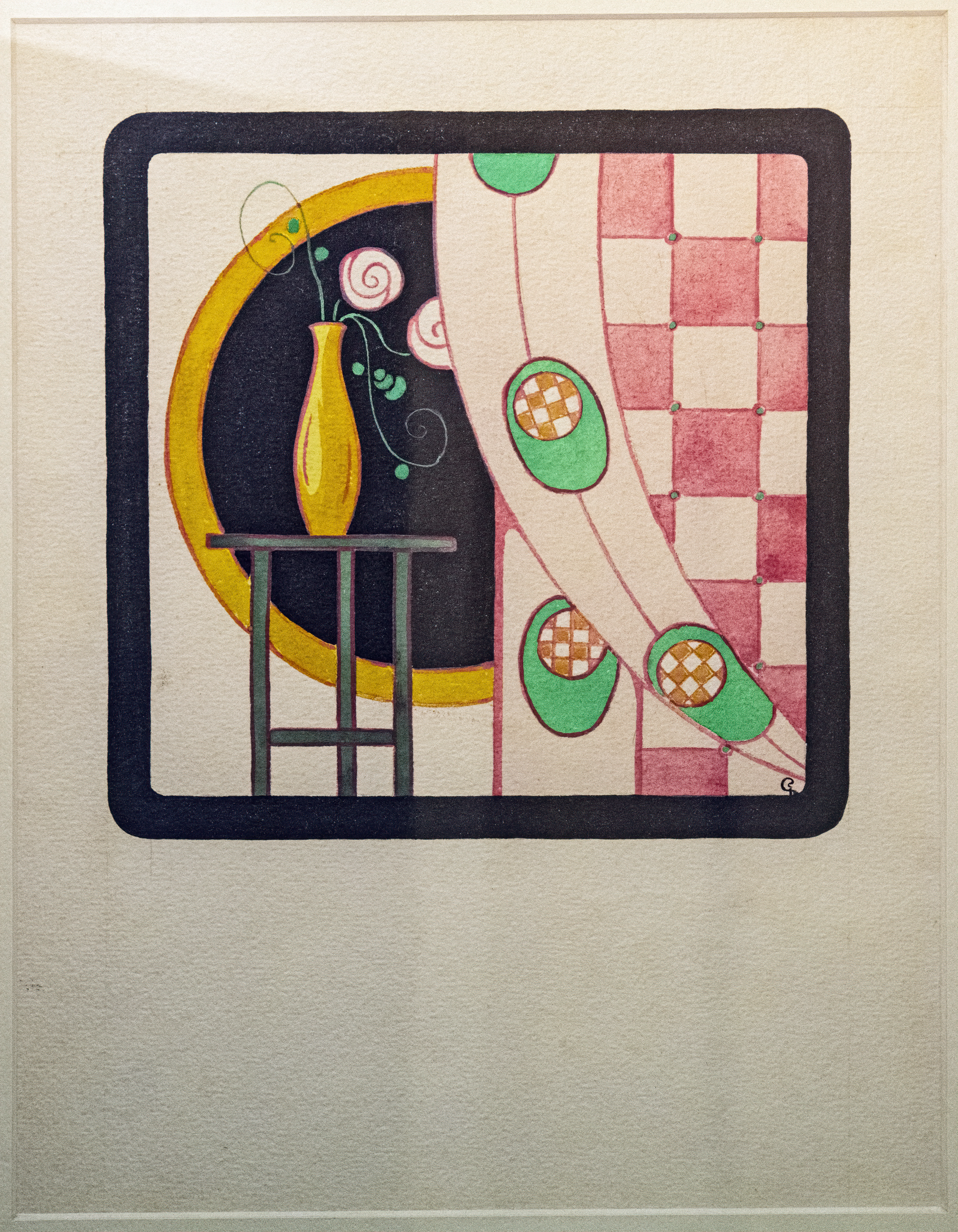
Nature morte au vase et au rideau
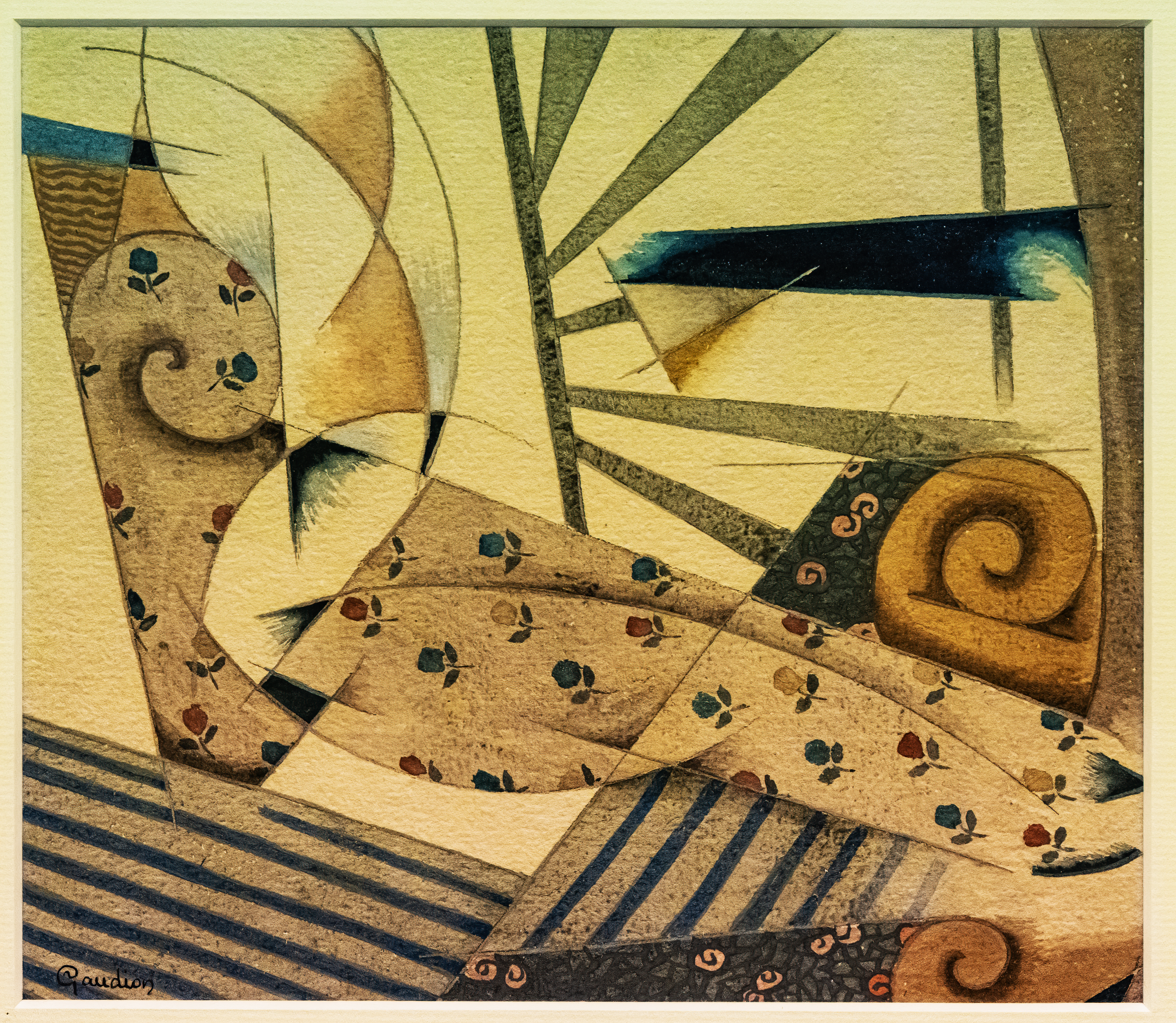
Odalisque cubique
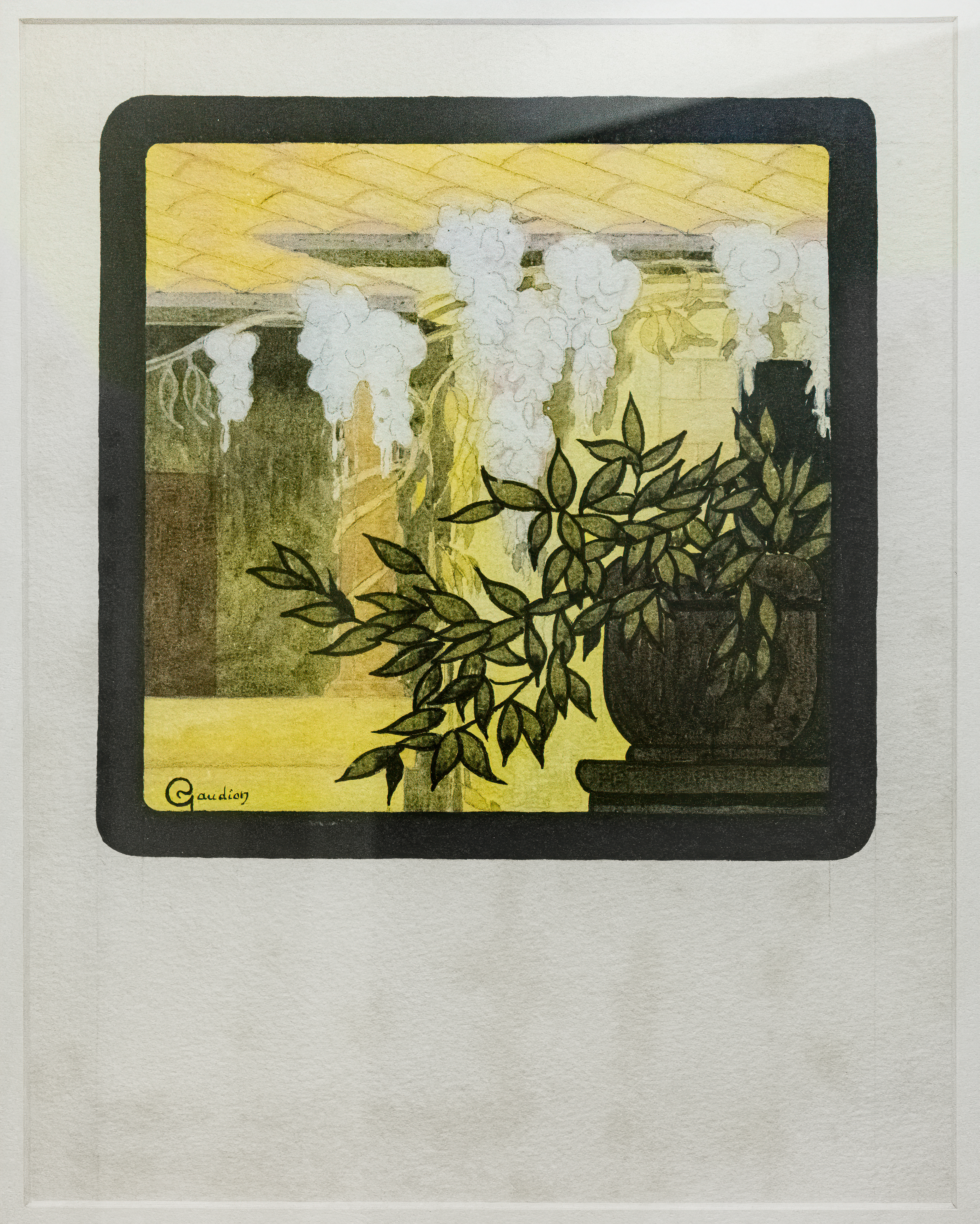
Vase et glycines blanches
  - Montage vertical de trois aquarelles sur papier : paysage, jardin de la maison Boyals à Rabastens (Maison natale de Luce Boyals) et rangée d'arbres ;
  - Maison derrière les arbres, encre et aquarelle sur papier ;
  - Les trois grâces, encre et aquarelle sur papier ;
  - Vase aux zinnias rouges, aquarelle sur papier ;
  - Village cubiste, aquarelle sur papier ;
  - Cérès aux champs, encre et aquarelle sur papier ;
  - Nature morte au vase et au rideau, aquarelle sur papier ;
  -  Odalisque cubique, 1920, aquarelle sur papier.

Encre sur papier
- - Le balcon, paysage provençal ;

Encre sur papier
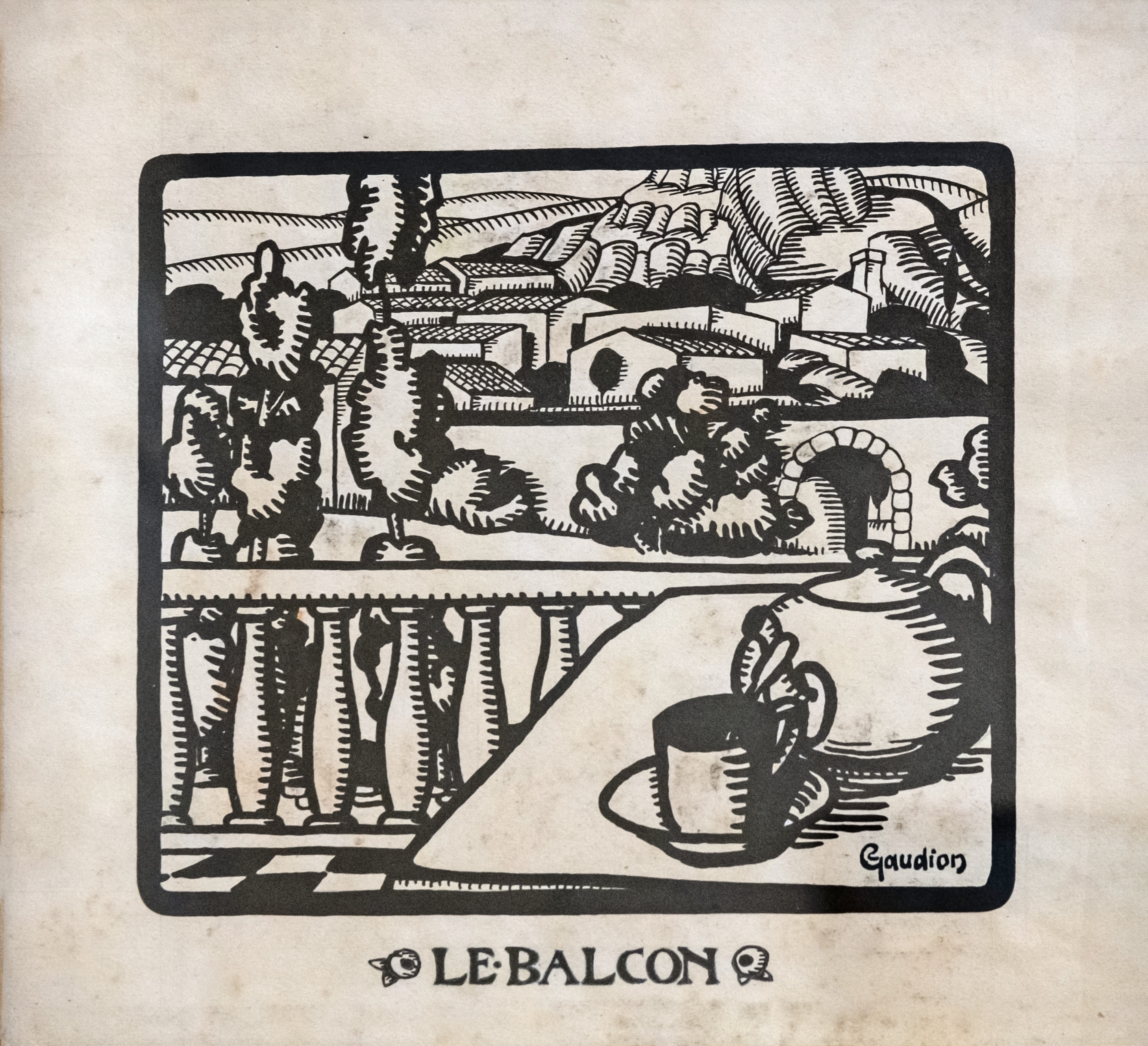

Émaux sur cuivre
- - Rue de village, émaux sur plaque de cuivre.

Émaux sur plaque de cuivre
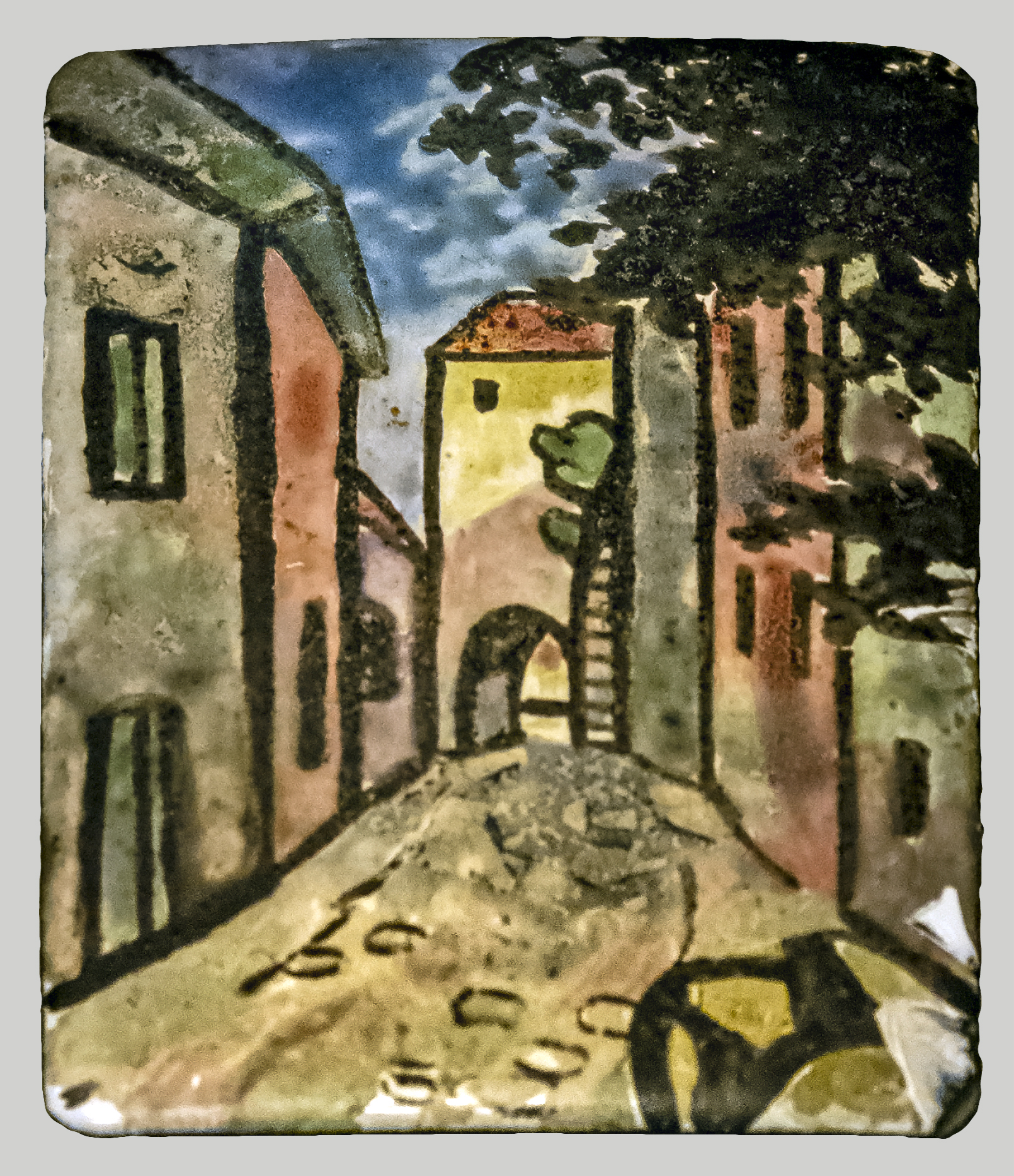
Rue de village '